# Église Saint-Martin de Mareuil-sur-Ourcq
L'église Saint-Martin est une église catholique paroissiale située à Mareuil-sur-Ourcq, dans l'Oise. C'est un édifice très homogène de style gothique, qui a été bati sous trois campagnes de construction rapprochées au cours de la première moitié du XIIIe siècle. Il se compose d'une nef avec des grandes arcades surmontées de fenêtres, de deux bas-côtés, d'un transept débordant, dont les deux croisillons se prolongent par des chapelles vers l'est, et d'un chœur carré au chevet plat. Si la sculpture et la modénature, remarquables dans les trois premières travées, reflètent pleinement l'époque de construction, l'architecture s'inscrit encore dans la tradition romane tardive, ce qui se traduit par les proportions, le recours aux baies et arcatures plaquées en plein cintre, l'absence de fenêtres à remplage, et certaines particularités du plan. Le vaisseau central se remarque néanmoins par un certain élancement, qui contraste avec l'aspect trapu du clocher central, coiffé d'une flèche en charpente de l'époque moderne. Contrairement à la plupart des églises de la région, l'église Saint-Martin n'a jamais subi de reconstructions ou remaniements importants, exception faite du portail, qui a été refait en 1773 dans le style néo-classique. L'église a été classée au titre des monuments historiques par arrêté du 22 janvier 1922, et se présente dans un bon état de conservation. Elle est aujourd'hui affiliée à la paroisse sainte Jeanne d'Arc du Multien.

## Localisation

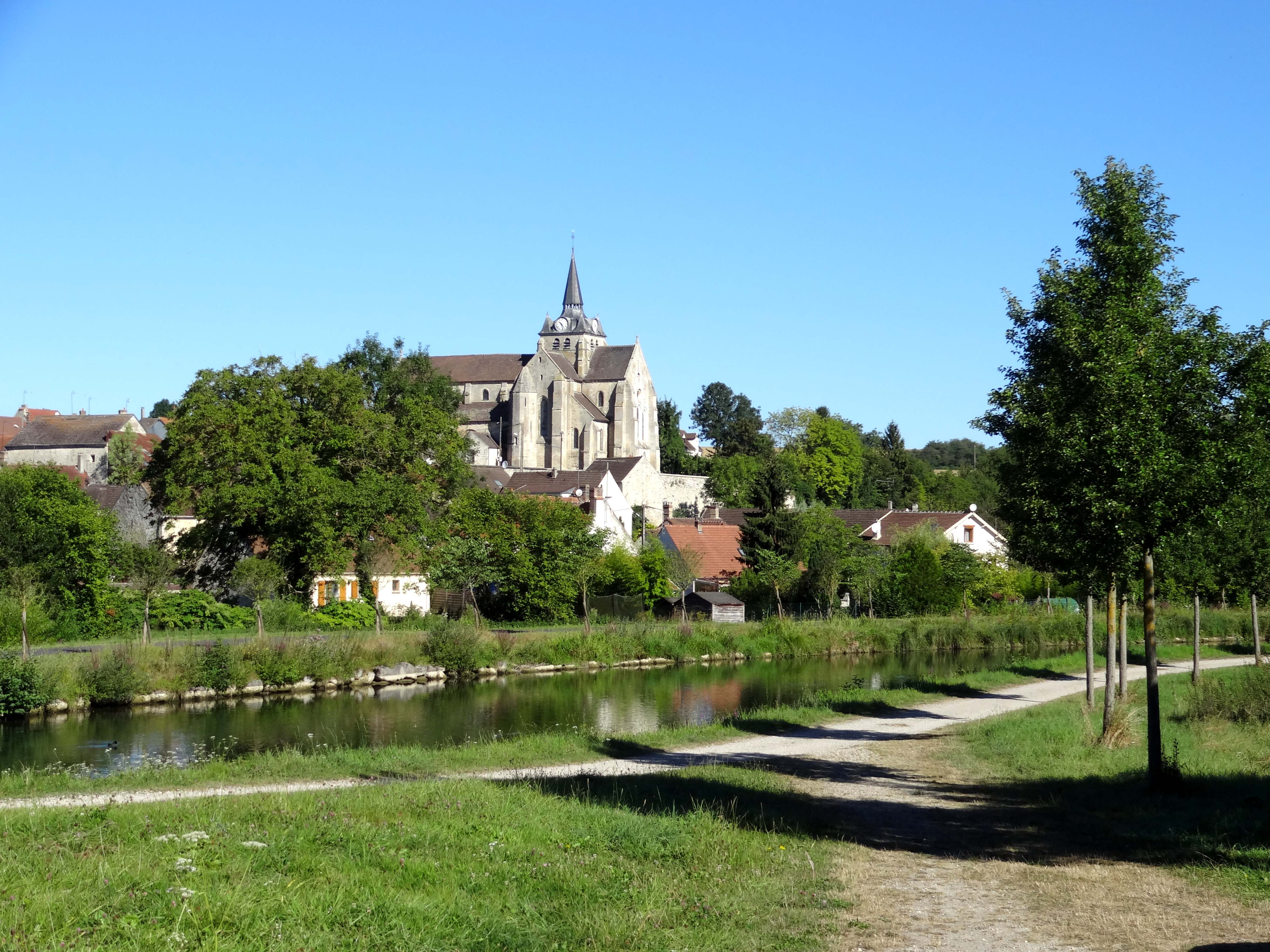
Vue depuis le canal de l'Ourcq.

L'église Saint-Martin est située en France, en région Hauts-de-France, au sud-est du département de l'Oise, à la limite avec la Seine-et-Marne, dans le Multien, sur la commune de Mareuil-sur-Ourcq, au nord du bourg et au sommet d'une butte dominant la vallée de l'Ourcq, rue de l'Église. La façade occidentale, précédée d'un parvis, donne sur la rue. L'élévation septentrionale est enclavée dans le jardin du presbytère. L'ancien cimetière abandonné en 1878, habituellement fermé au public, borde l'église au sud et à l'est. Il surplombe les terrains avoisinants grâce à un mur de soutènement. Depuis le parvis, la petite rue de l'Église descend la pente, puis dévie vers le sud au niveau du transept. Le chevet est visible depuis la rue du Moulin, en bas de la vallée.

## Histoire

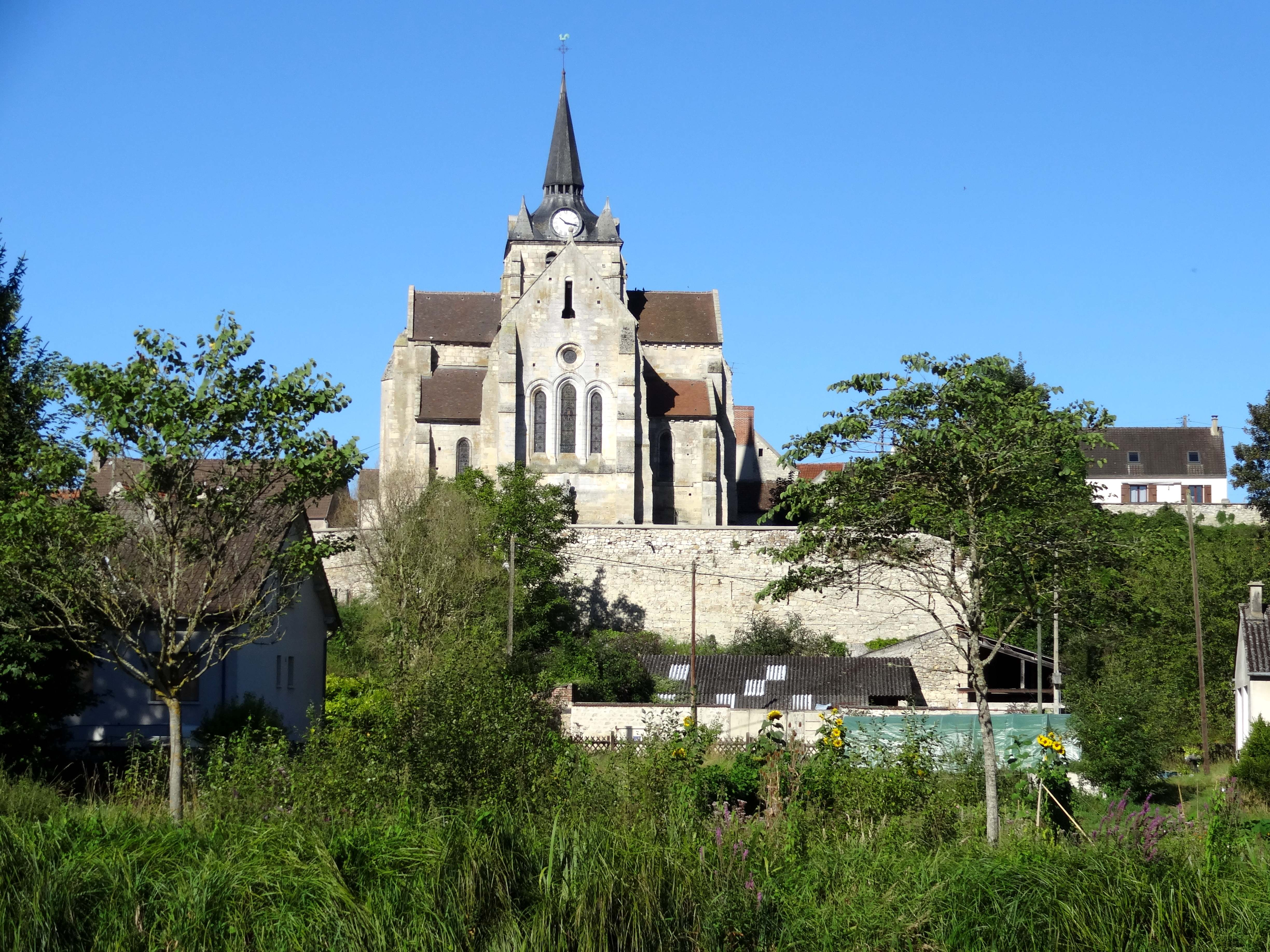
Vue depuis l'est.

La date de fondation de la paroisse n'est pas connue. Sous l'Ancien Régime, elle relève du doyenné d'Acy-en-Multien, de l'archidiaconé de France et du diocèse de Meaux. L'église est placée sous l'invocation de Saint-Martin. Le collateur de la cure est le prieuré Sainte-Céline de Meaux. En 1213, une chapelle au titre de Saint-Nicolas fut fondée dans l'église. Son chapelain est à la nomination de l'évêque de Meaux. Les noms des curés sont connus depuis 1630, et gravés sur deux plaques commémoratives scellées dans le mur du bas-côté nord. À la Révolution française, l'ensemble des paroisses du département de l'Oise est regroupé dans le diocèse de Beauvais. Sous le Concordat de 1801, celui-ci est annexé au diocèse d'Amiens, situation qui perdure jusqu'en 1821. Depuis, la paroisse de Mareuil-sur-Ourcq appartient au diocèse de Beauvais. Avec la création de quarante-cinq nouvelles paroisses à l'échelle du diocèse en 1996, le village un peu éloigné de Betz devient le siège d'une grande paroisse au titre de sainte Jeanne d'Arc, qui s'étend vingt-deux communes. Le curé réside toutefois à Bargny. Les messes dominicales sont célébrées en l'église Saint-Martin deux fois par mois, le samedi à 18 h 30 ou le dimanche à 10 h 30.

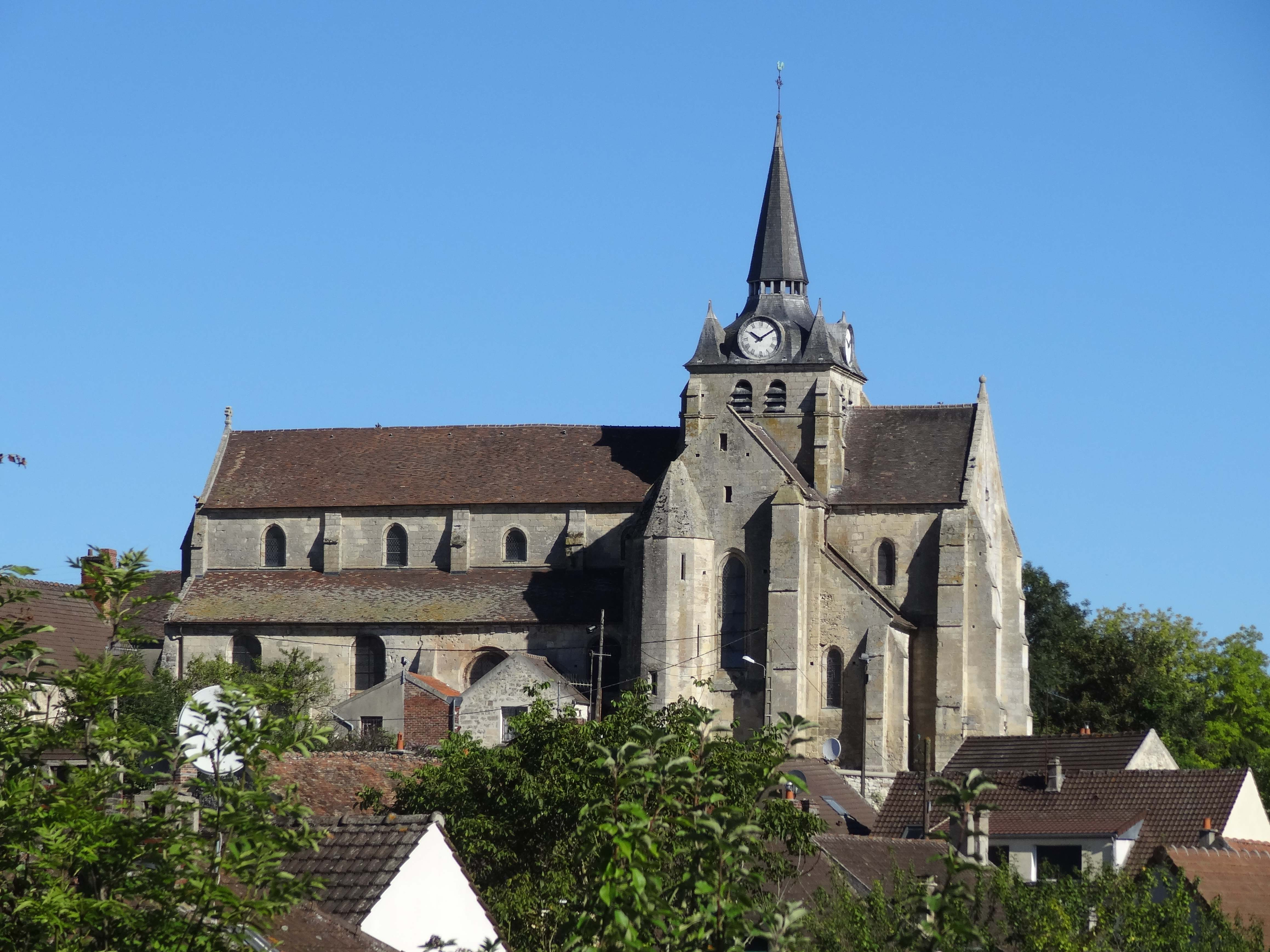
Vue depuis le sud.

L'église est un édifice très homogène de style gothique, mais son plan et ses élévations s'inspirent d'un courant architectural du diocèse de Soissons voisin, qui est issue des basiliques romanes de la vallée de l'Aisne de la première moitié du XIIIe siècle. Ainsi, l'église paraît, selon Dominique Vermand, comme un prolongement de l'architecture romane de cette région, ce qui ne vaut évidemment pas pour la sculpture et la modénature. L'on peut distinguer trois campagnes de construction rapprochées. La première voit s'élever le chœur, le transept et les deux chapelles latérales ; la deuxième concerne seulement la quatrième travée de la nef et des bas-côtés ; et la dernière porte sur les trois premières travées et la façade. L'on peut aisément distinguer les campagnes par les profils des ogives, et la deuxième campagne se démarque en outre par l'emploi de pilastres comme supports pour les grandes arcades. Au fil des siècles, l'église est pratiquement épargnée par des remaniements. L'on peut seulement signaler la réfection de la flèche du clocher après le milieu du XVIe siècle, et le placage d'un nouveau portail néo-classique devant l'ancien, avec percement d'une grande rosace au-dessus, en 1773. L'église est classée au titre des monuments historiques par arrêté du 22 janvier 1922, et se présente aujourd'hui dans un bon état de conservation.

## Description

### Aperçu général

Plan de l'église.

Régulièrement orientée, l'église répond à un plan cruciforme symétrique. Elle se compose d'une nef de quatre travées accompagnée de deux bas-côtés ; d'un transept légèrement débordant ; d'un chœur d'une seule travée se terminant par un chevet plat ; et de deux chapelles carrées dans les angles entre le chœur et les croisillons du transept, qui ne communiquent qu'avec ces derniers. Le court clocher d'une silhouette trapue s'élève au-dessus de la croisée du transept. Il est coiffé d'une flèche octogonale en charpente, qui est interrompue à mi-hauteur par un lanternon, et recouverte d'ardoise. La partie inférieure de la flèche est galbée en forme de doucine, et cantonnée de quatre pyramidons. La sacristie est accolée à la deuxième et troisième travée du bas-côté sud. Une tourelle d'escalier flanque le croisillon sud, à gauche de sa fenêtre méridionale. L'ensemble de l'église est voûté d'ogives. Le vaisseau central et le transept sont à deux niveaux d'élévation. Leurs travées sont proches du plan carré. Les travées des bas-côtés sont barlongues dans le sens est-ouest. L'on entre dans l'église par le portail occidental de la nef uniquement. La nef, les croisillons et le chœur sont pourvus de toitures à deux rampants, et des pignons existent aux quatre extrémités de l'édifice. Les bas-côtés et les chapelles sont munis de toits en appentis, dont ceux des chapelles prennent appui contre les murs orientaux des croisillons.

### Intérieur

#### Nef

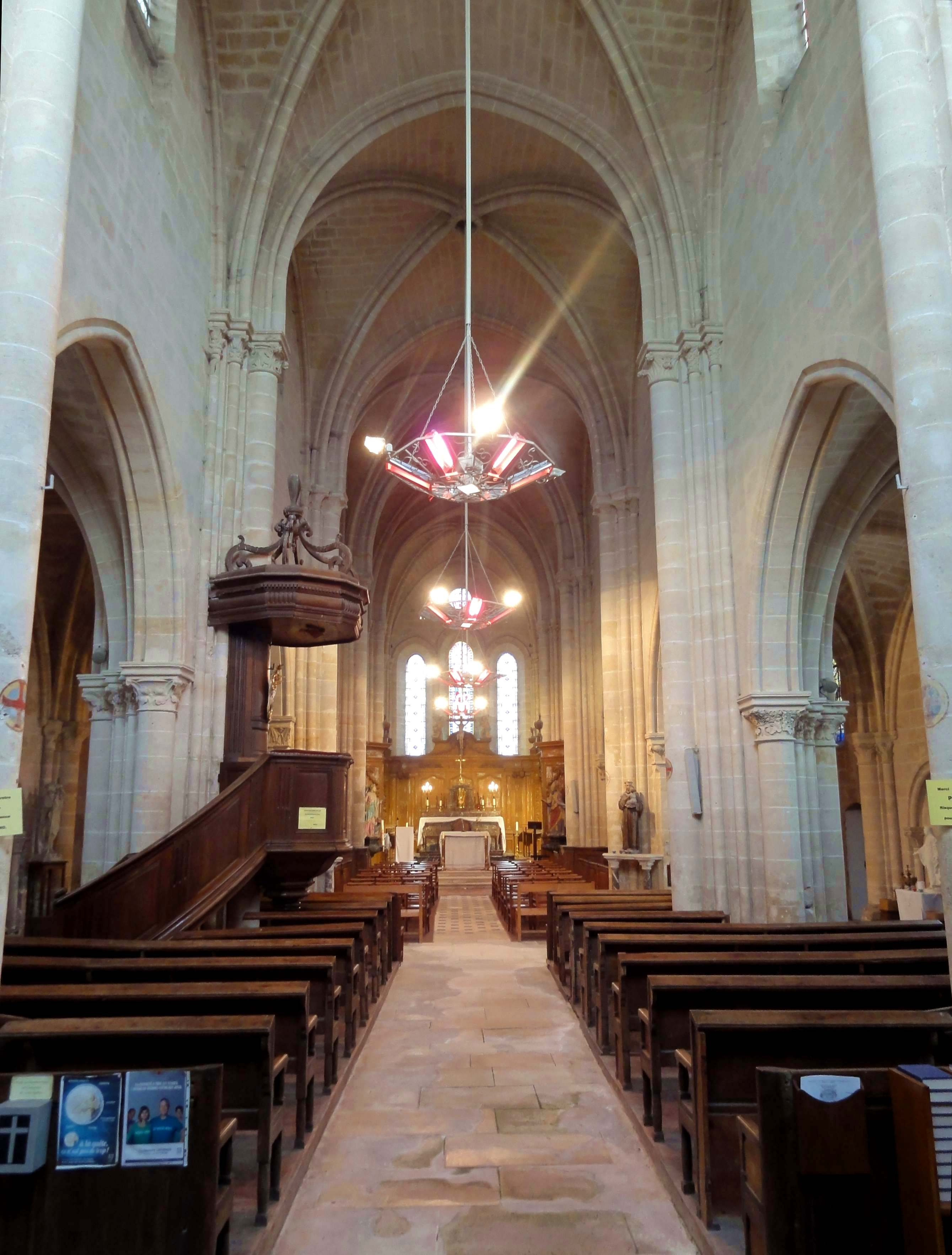
Vue vers l'est.

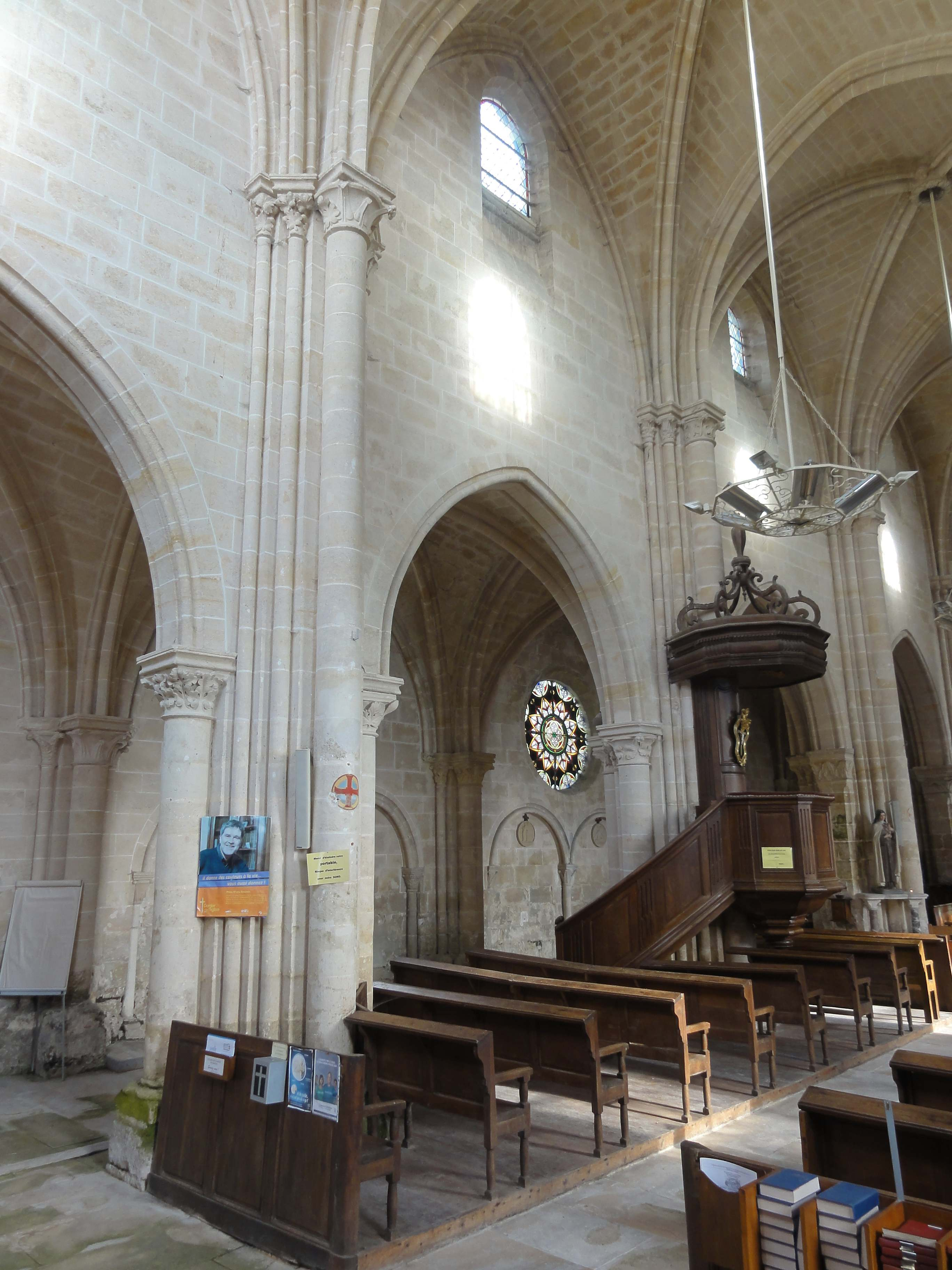
Élévation nord.

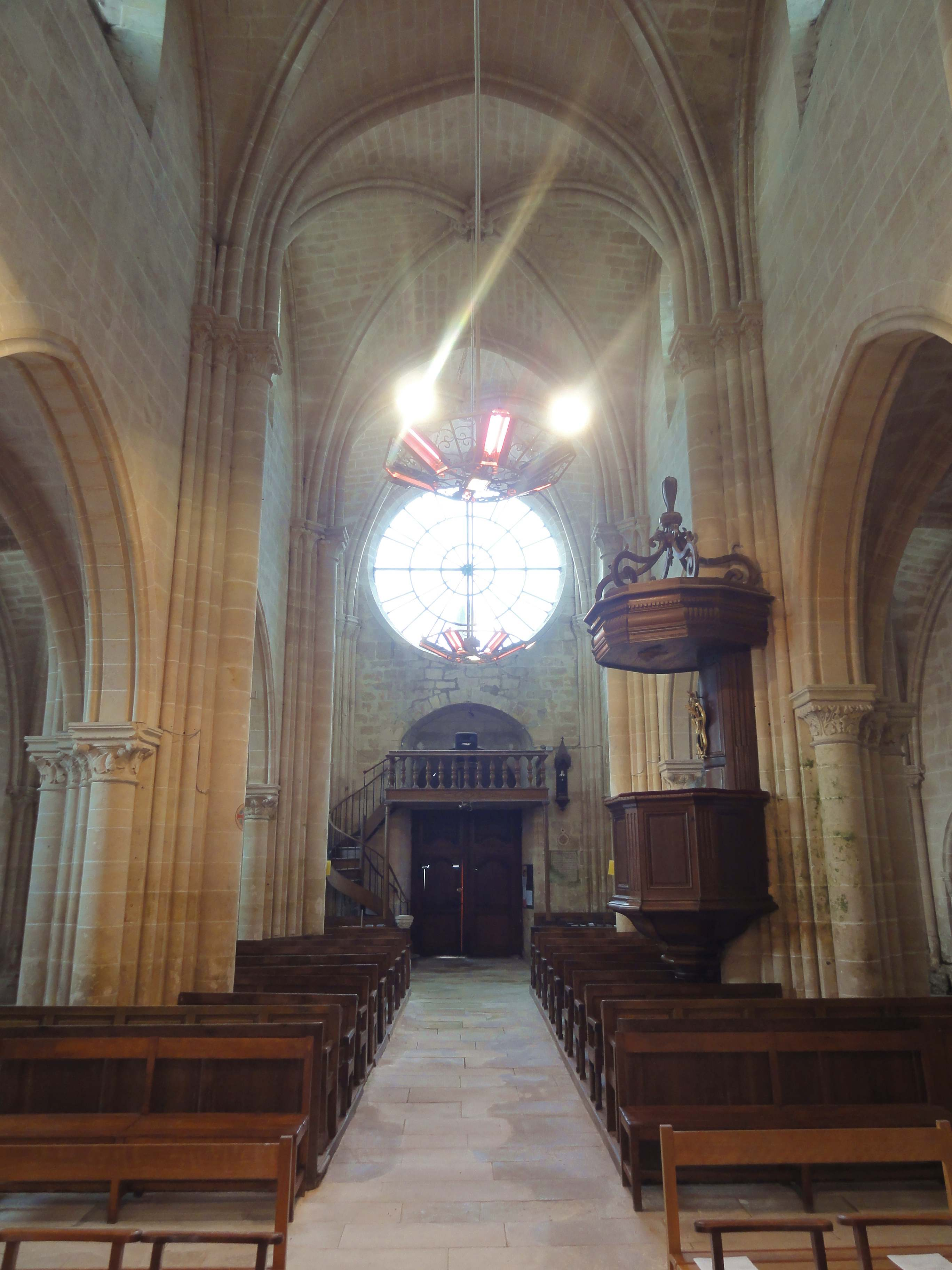
Vue vers l'ouest.

Entièrement bâtis en pierre de taille, et très soigneusement appareillés, les murs de la nef sont à pierres apparentes et n'ont pas besoin d'être enduits. En entrant et en regardant vers le sanctuaire, la nef paraît élancée, et en effet, la hauteur sous le sommet des voûtes, qui devrait être d'une douzaine de mètres, dépasse une fois et demi la largeur. Dominique Vermand met l'élancement sur le compte de l'absence de tout élément de scansion horizontale, bien que deux bandeaux successifs peuvent permettre de mieux apprécier la distance et mettre en exergue la hauteur d'une nef, à condition que les travées soient nettement barlongues, comme c'est le plus souvent le cas sous la période gothique. En l'occurrence, les travées sont presque carrées, et leur largeur dépasse à peine leur profondeur. Le vaisseau est donc plus long que ne le suggère son nombre de quatre travées, et cette longueur assez généreuse est bien visible en approchant l'église depuis la vallée de l'Ourcq. D'autre part, le plan carré des travées a des répercussions sur l'esthétique de l'intérieur du vaisseau. Les arcs-doubleaux perpendiculaires sont espacés, et laissent ouverte la vue sur les voûtes. Le tracé en arc brisé des doubleaux, des formerets latéraux et des grandes arcades est presque analogue, alors que les travées barlongues apportent des formerets latéraux surhaussés ou très aigus. Il en résulte un effet favorable sur l'harmonie de l'espace intérieur, mais aussi un aspect trapu des élévations latérales, car le sommet des arcades, largement ouvertes, équivaut aux trois cinquièmes de la hauteur sous le sommet des voûtes, qui se trouve ainsi relativisée.
L'on est proche des proportions des nefs romanes voûtées d'ogives vers le milieu du XIIe siècle, telles qu'Acy-en-Multien. Cette impression n'est certainement pas fortuite, comme le laisse entendre Dominique Vermand en faisant le rapprochement avec les basiliques romanes du diocèse de Soissons. Le parti archaïsant est par ailleurs mis en exergue par les fenêtres hautes, qui sont en plein cintre et de faible hauteur, avec une hauteur des piédroits qui ne dépasse pas la largeur. Celle-ci est de seulement un quart de la distance entre les faisceaux de colonnettes, et les baies sont poussées très haut sous les formerets. Faiblement ébrasées, elles s'ouvrent au-dessus d'un long glacis pentu, qui favorise l'entrée du jour. Au moment de la construction des parties hautes des trois premières travées, pendant les années 1240, les fenêtres à remplage sont déjà courantes. Également archaïques pour cette époque paraissent les supports des voûtes, qui évoquent la première période gothique, et ne reflètent en rien le style gothique rayonnant alors en plein développement. Malgré leur grande portée, les grandes arcades sont à simple rouleau vers la nef, et leur mouluration se fait assez discrète : les angles sont adoucis par un mince tore dégagé. Vers les bas-côtés, les grandes arcades sont tout au contraire à double rouleau, ce qui est probablement la conséquence de la symétrie des piliers composés voulu par l'architecte. Les piliers sont cantonnés de quatre colonnes qui ne sont que très partiellement engagés dans de larges dosserets. Ces colonnes correspondent aux grandes arcades et aux doubleaux (à partir de la fin de la troisième travée, des pilastres se substituent aux colonnes des grandes arcades, comme à Nanteuil-le-Haudouin, dans les bas-côtés de Saint-Martin d'Étampes, au chœur de Limay, à la croisée du transept de Saint-Clair-sur-Epte, et dans les tribunes orientales et chapelles de Notre-Dame de Paris). Entre deux colonnes, deux très fines colonnettes sont logées dans les angles rentrants des piliers (elles sont au nombre de trois devant la croisée du transept). Les colonnettes correspondent aux ogives, aux formerets de la nef, et au rouleau supérieur des grandes arcades, qui existent vers les bas-côtés. Les chapiteaux des grandes arcades se situent à mi-hauteur des chapiteaux des hautes-voûtes. Cette disposition témoigne elle aussi d'un choix volontaire, car ni le sommet des grandes arcades, ni le seuil des fenêtres hautes correspondent à un autre élément de l'architecture, et leur niveau semble aléatoire.
Comme déjà évoqué, la nef n'est pas tout à fait homogène, car la dernière travée à l'est est plus ancienne que les autres. Les supports à la fin de la travée précédente se rattachent à la même campagne, et le changement de parti se situe donc au milieu de la troisième travée. Dans les travées plus récentes, la sculpture est de qualité, et déploie des motifs variés. Les chapiteaux sont sculptés de feuilles polylobées souvent très fouillées, ou de crochets gothiques, dont les extrémités sont cassés dans certains cas. Les chapiteaux des ogives sont implantés à 45° pour faire face aux ogives, ce qui est le plus souvent le cas depuis la fin de la période romane, et assez curieusement, les doubleaux sont analogues aux ogives, ce qui n'est pas consistant avec l'importante différence de diamètre des fûts. Le profil est d'un gros tore en forme d'amande entre deux gorges et deux autres tores. Il ne devrait pas être un hasard que ce profil se retrouve dans les deux premières travées d'Acy-en-Multien. Les clés de voûte sont des couronnes de feuillages flanquées de quatre bustes humains ou têtes monstrueuses. Le troisième doubleau ainsi que le doubleau à l'intersection avec la croisée du transept sont profilés d'un méplat entre deux tores dégagés. Ce dernier possède en outre un rouleau supérieur analogue aux formerets monotoriques. Les ogives de la quatrième travée accusent le profil rare d'une large gorge entre deux tores, comme dans la quatrième travée de Bouillancy, la troisième travée de Crouy-en-Thelle, la base du clocher de Catenoy ou l'abside de Saint-Martin-des-Champs. La clé de voûte est une couronne de feuillages très simple, qui n'est pas flanquée de têtes. À titre d'exception, le chapiteau de l'ogive dans l'angle sud-est est implanté obliquement, et à l'instar du chapiteau du formeret voisin, possède un haut tailloir d'un profil qui ne se rencontre pas ailleurs dans la nef. Les autres tailloirs sont assez plats. Ils se composent de deux filets, d'un cavet et d'une baguette pour les travées les plus récentes. Dans la quatrième travée, l'on note une certaine diversité des profils, mais ils sont peu élaborés. Dans le même sens, la sculpture des chapiteaux des hautes-voûtes est un peu fade, et sur certaines corbeilles, les crochets gothiques se terminent par des boules, mais les chapiteaux des grandes arcades affichent tout au contraire des feuilles d'eau remarquables.

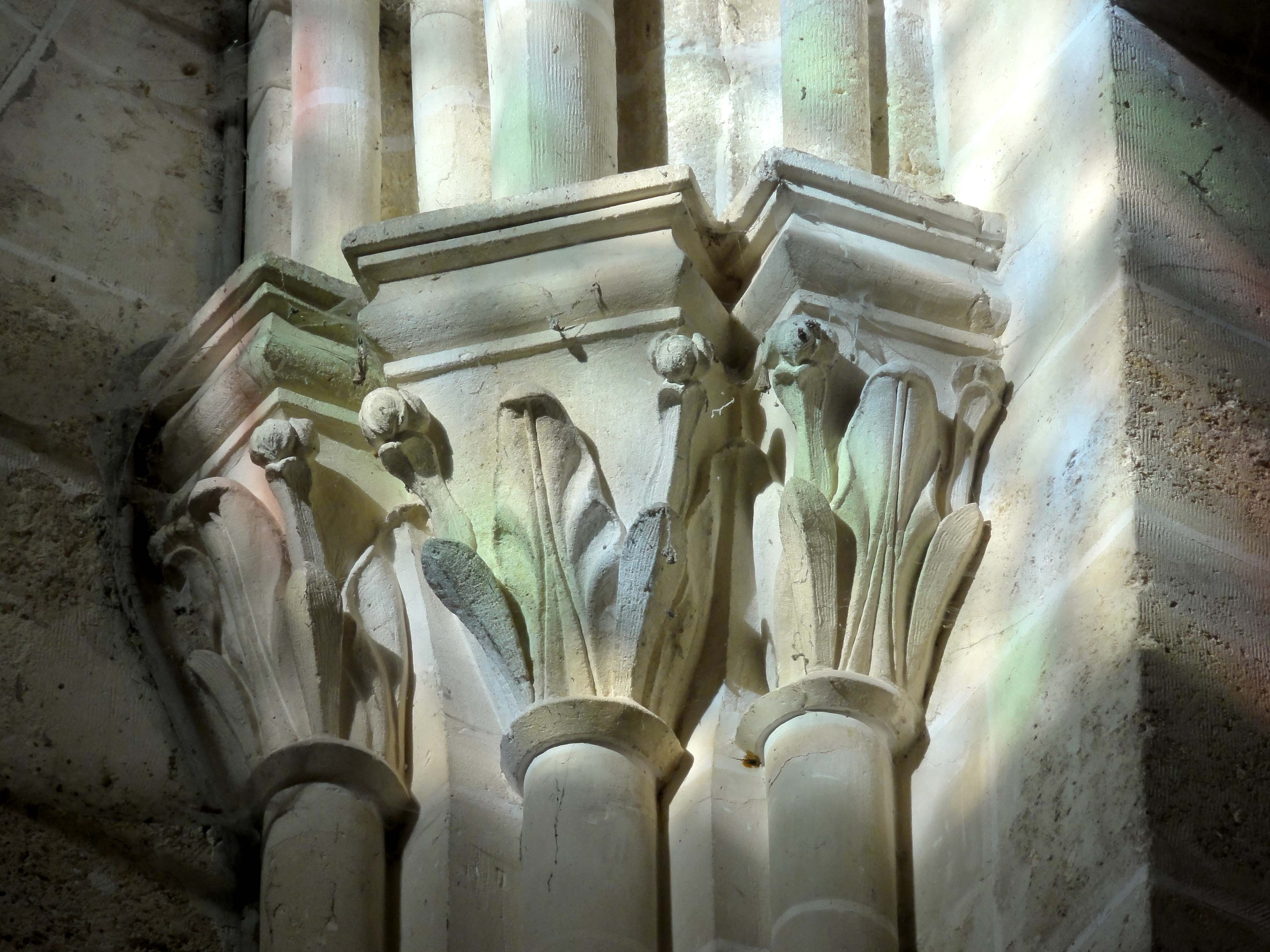
Chapiteaux dans l'angle nord-ouest.
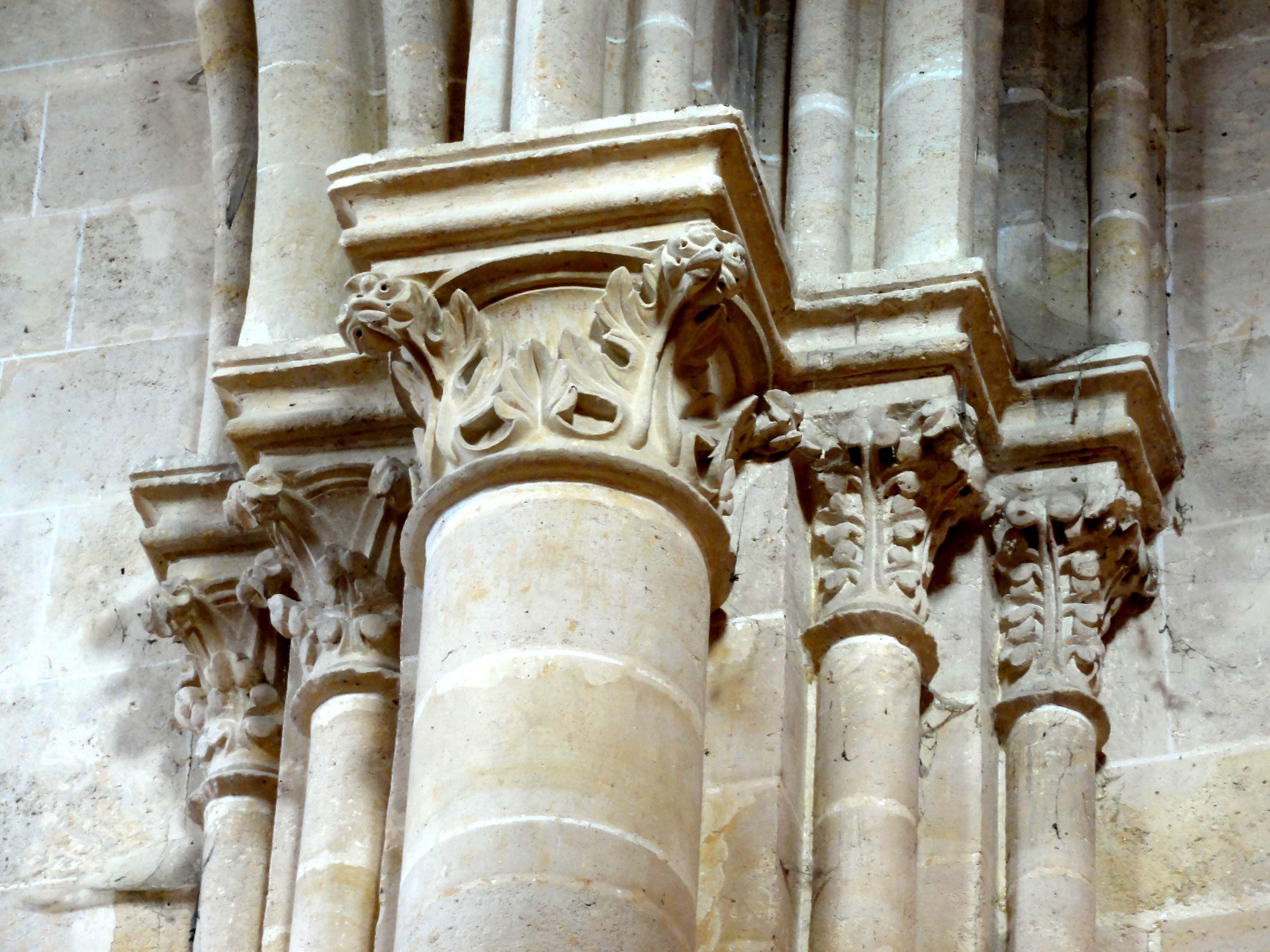
Chapiteaux du 2e doubleau, côté nord.
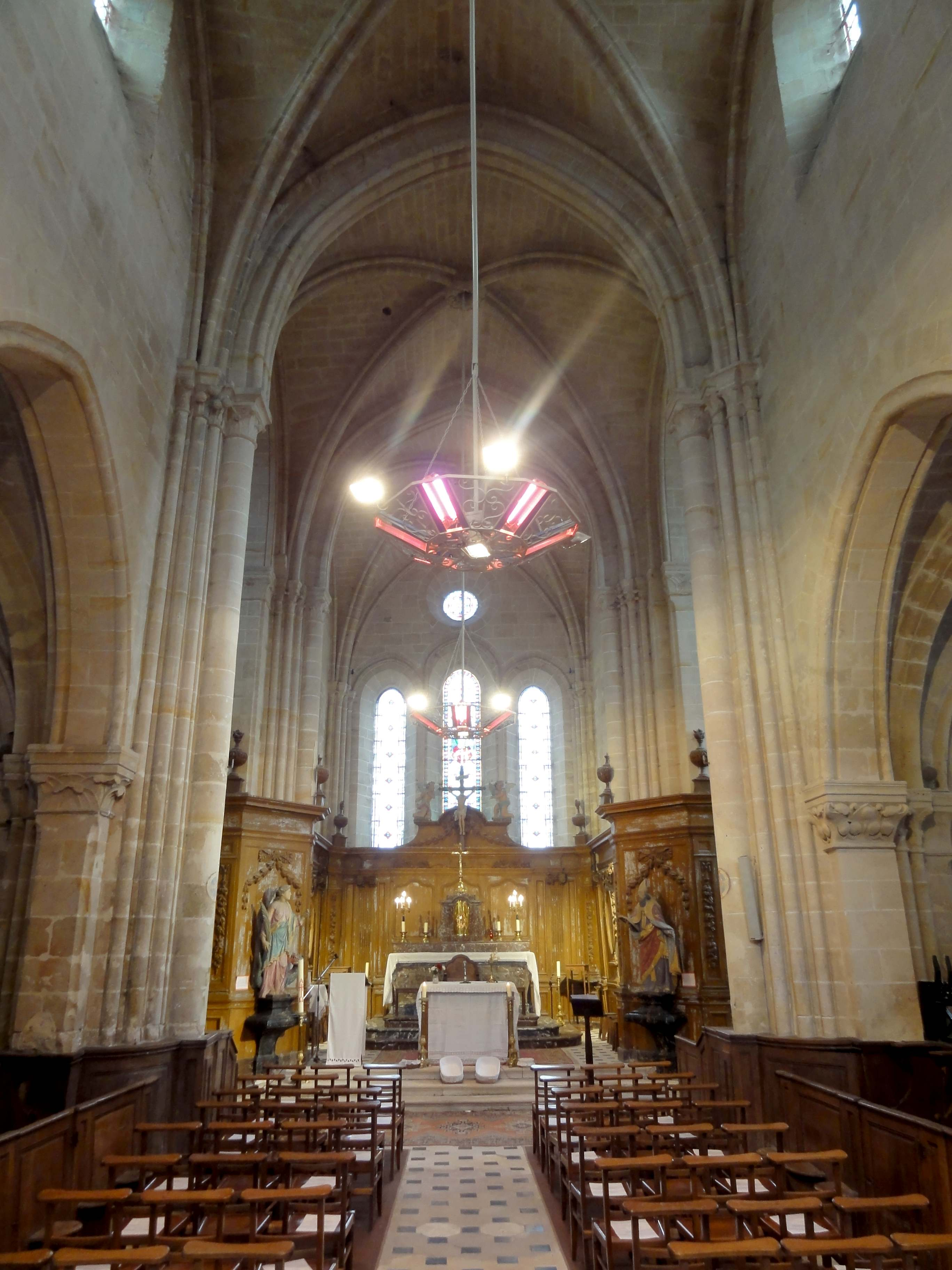
Vue vers l'est.
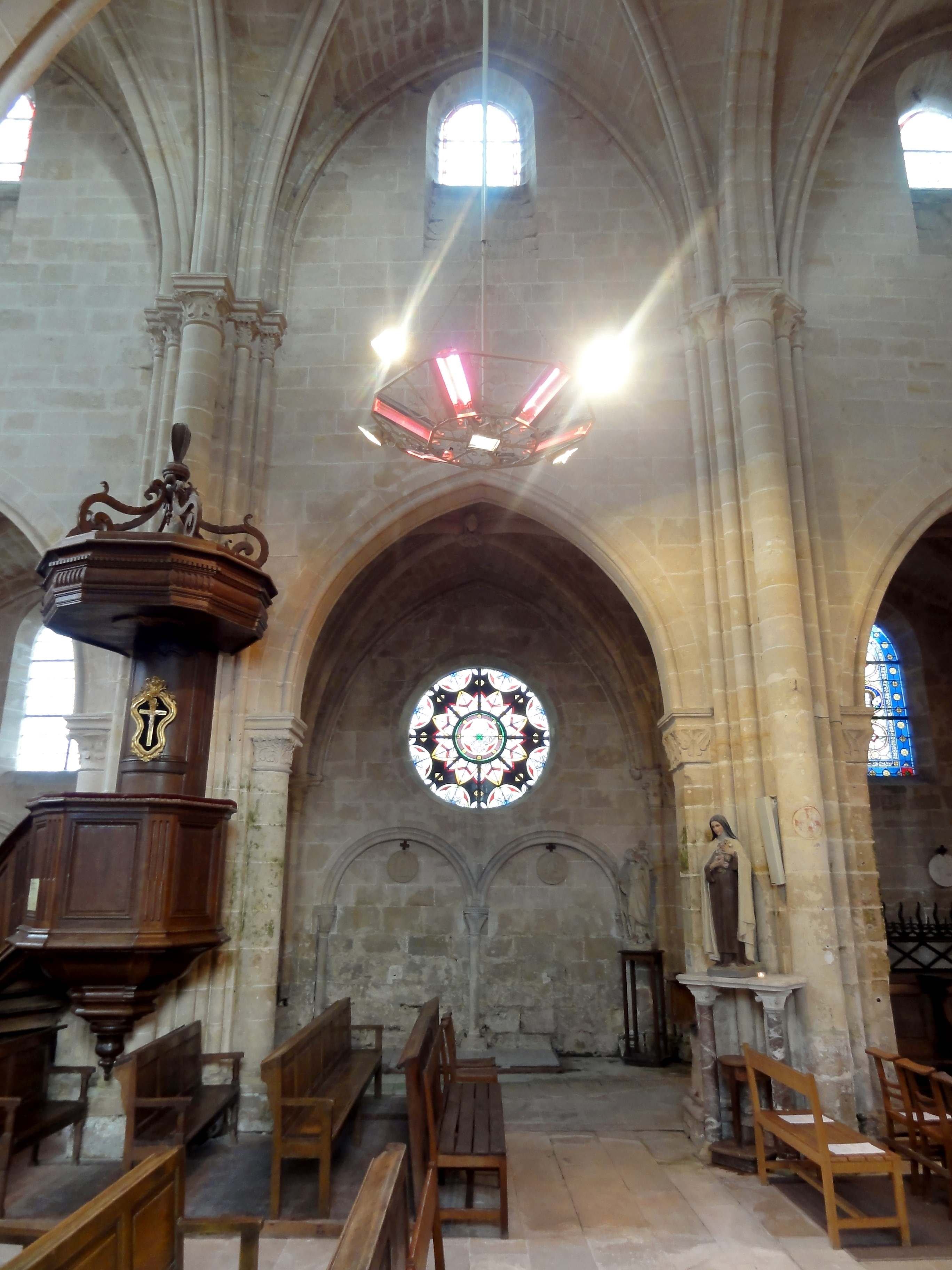
3e travée, élévation nord.
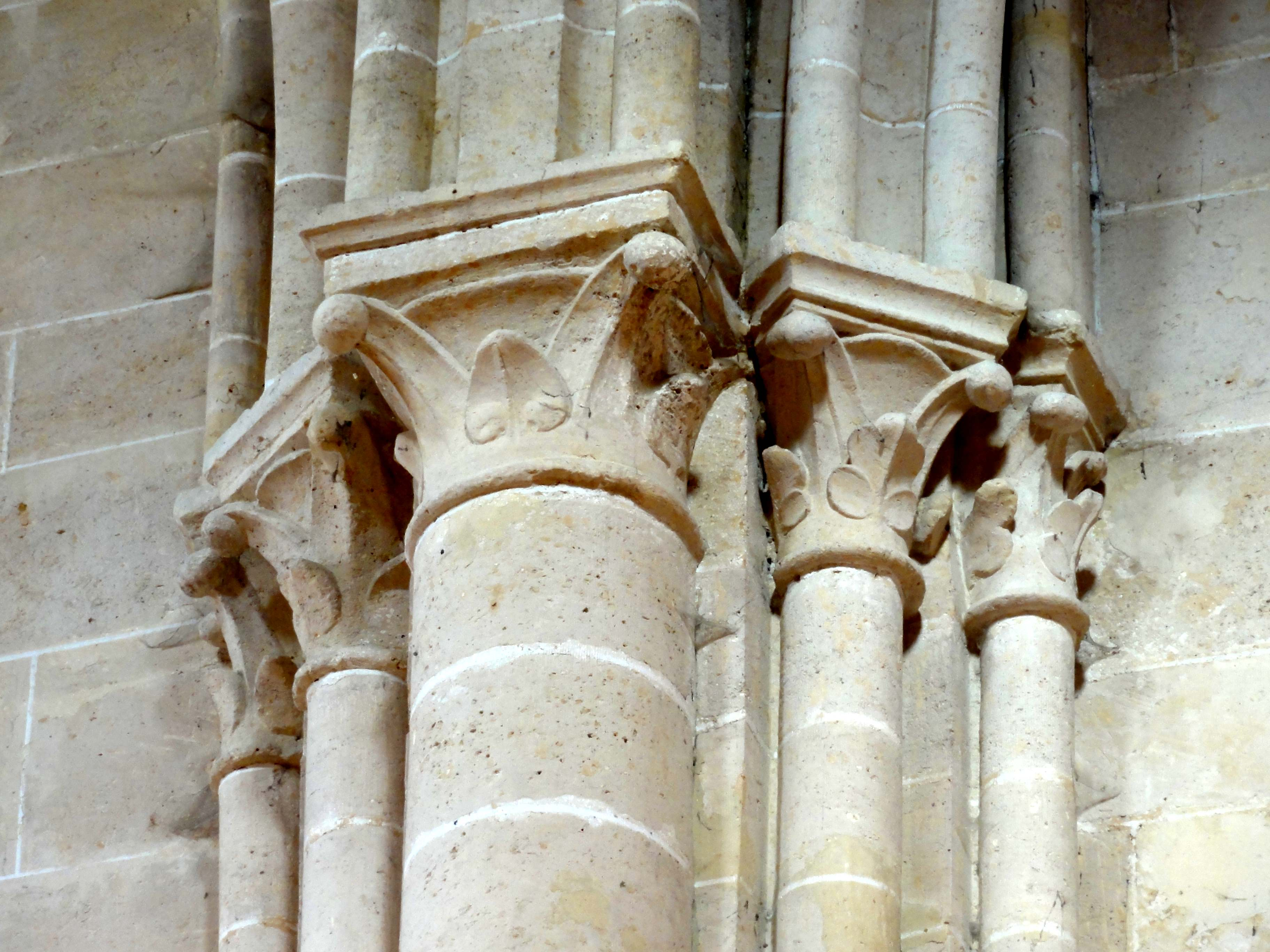
Chapiteaux du 3e doubleau, côté nord.
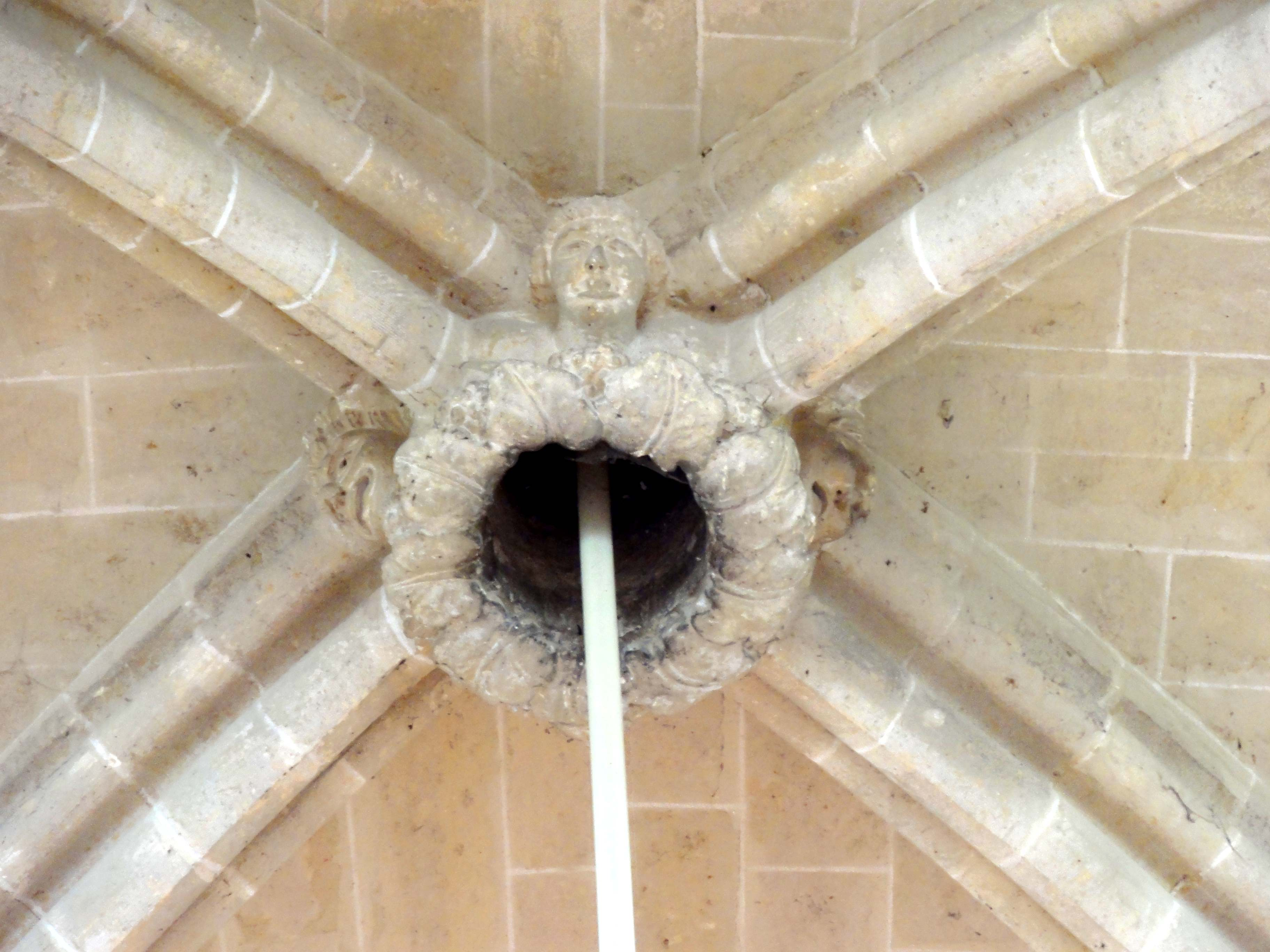
Clé de voûte de la 3e travée.

#### Bas-côtés

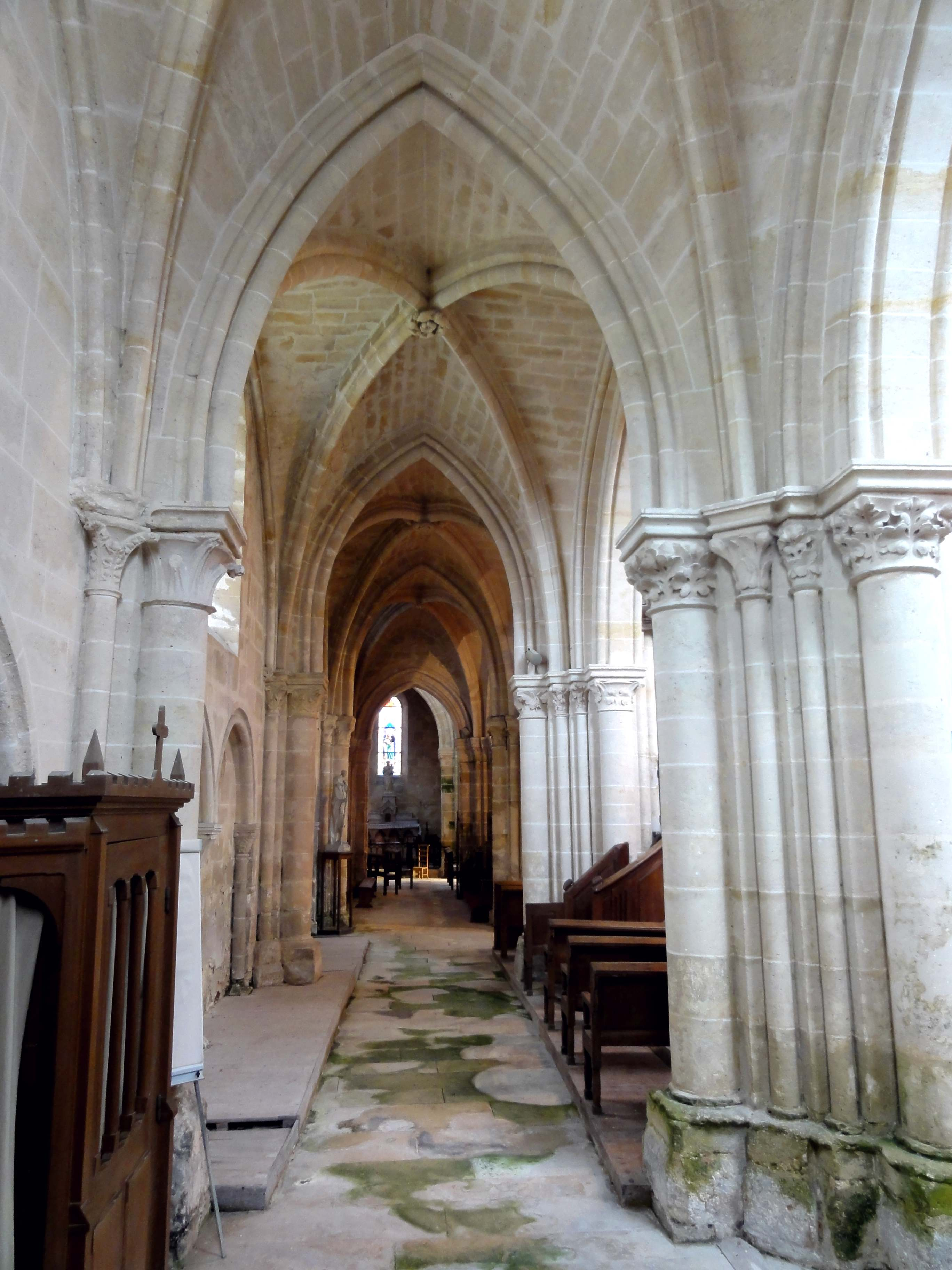
Bas-côté nord, 1re travée, vue vers l'est.

Du fait de l'envergure importante des piliers de la nef, les doubleaux perpendiculaires des bas-côtés sont moitié moins larges que les travées ne sont profondes, et adoptent un tracé très aigu. L'esthétique est donc tout autre que dans la nef. L'on note aussi une composition réduite des piliers engagés dans les murs gouttereaux, qui ne comportent qu'une seule colonnette dans les angles, et les formerets latéraux ne disposent donc pas de supports dédiés. Au lieu de se partager les tailloirs avec les ogives, ils sont reçus sur de petits culs-de-lampe sculptés de motifs végétaux, ou des tailloirs établis dans la continuité de ceux des ogives. Dans la quatrième travée, la plus ancienne, l'architecte a même renoncé au formeret. Si les profils des doubleaux sont analogues à la nef, les profils employés pour les ogives ne sont pas les mêmes que dans la nef, et s'adaptent à la superficie plus réduite des voûtes. Elles accusent un tore aigu en forme d'amande entre deux cavets. Dans la troisième travée, le tore est placé devant un bandeau débordant, et les clés de voûte, presque identiques au nord et au sud, sont des couronnes de feuillages inscrivant une fleur, et flanquées de deux têtes humaines (dont une tête grimaçante évoquant un saltimbanque au nord). Dans la quatrième travée du sud, la clé, apparemment refaite, arbore seulement un écusson vierge. Dans la première travée du sud, la clé est abîmée. Les quatre clés de voûte non encore évoquées sont de délicates rosaces de feuillages « tournantes » (suggérant un mouvement de rotation).
La limite entre les deux campagnes de construction se situe à la fin de la troisième travée. Hormis la retombée de la quatrième grande arcade sur des pilastres, la principale différence entre les deux campagnes consiste en la présence d'arcatures plaquées en plein cintre dans les trois premières travées. L'emploi du plein cintre est déjà rare à l'aube du XIIIe siècle, et est exceptionnel au second quart du siècle. Le bas-côté de Catenoy constitue toutefois un autre exemple d'arcatures en plein cintre au XIIIe siècle, mais peut s'y expliquer par l'architecture romane dominant dans cet édifice, ce qui n'est pas le cas à Mareuil-sur-Ourcq. Les arcatures sont au nombre de deux par travée, et sont moulurées d'un tore dégagé, comme les formerets. Elles retombent ensemble sur les tailloirs carrés de trois fines colonnettes à chapiteaux, auxquelles les minces fûts monolithiques confèrent une certaine élégance. Elle est un peu relativisée par la corbeille largement débordante du chapiteau médian, dont le tailloir doit recevoir deux arcatures à la fois. Quant aux élévations, elles n'appellent que peu de remarques. La seule fenêtre d'origine se situe à l'ouest du bas-côté nord. C'est une lancette en plein cintre. Un portail bouché, dissimulé par le retable de sainte Euphémie, occupe l'extrémité occidentale du bas-côté sud, et maintient le souvenir de l'église de Fulaines, fermée au culte lors du rattachement de cette ancienne commune à Mareuil en 1824. Toutes les autres fenêtres ont été refaites à l'époque du portail. Ce sont des oculi pour la troisième travée. Restent à signaler les arcades ouvrant sur les croisillons du transept, qui sont nettement moins aigües que les doubleaux intermédiaires, et n'atteignent donc pas le sommet des arcs d'inscription de la voûte. Elles sont à double rouleau, et retombent sur les chapiteaux à corbeille plate de pilastres, ou de ressauts des piliers en ce qui concerne le rouleau supérieur. Si les pilastres sont inspirés des grandes arcades de la quatrième travée, l'on note que le rouleau supérieur de celles-ci est néanmoins reçu sur des colonnettes à chapiteaux.

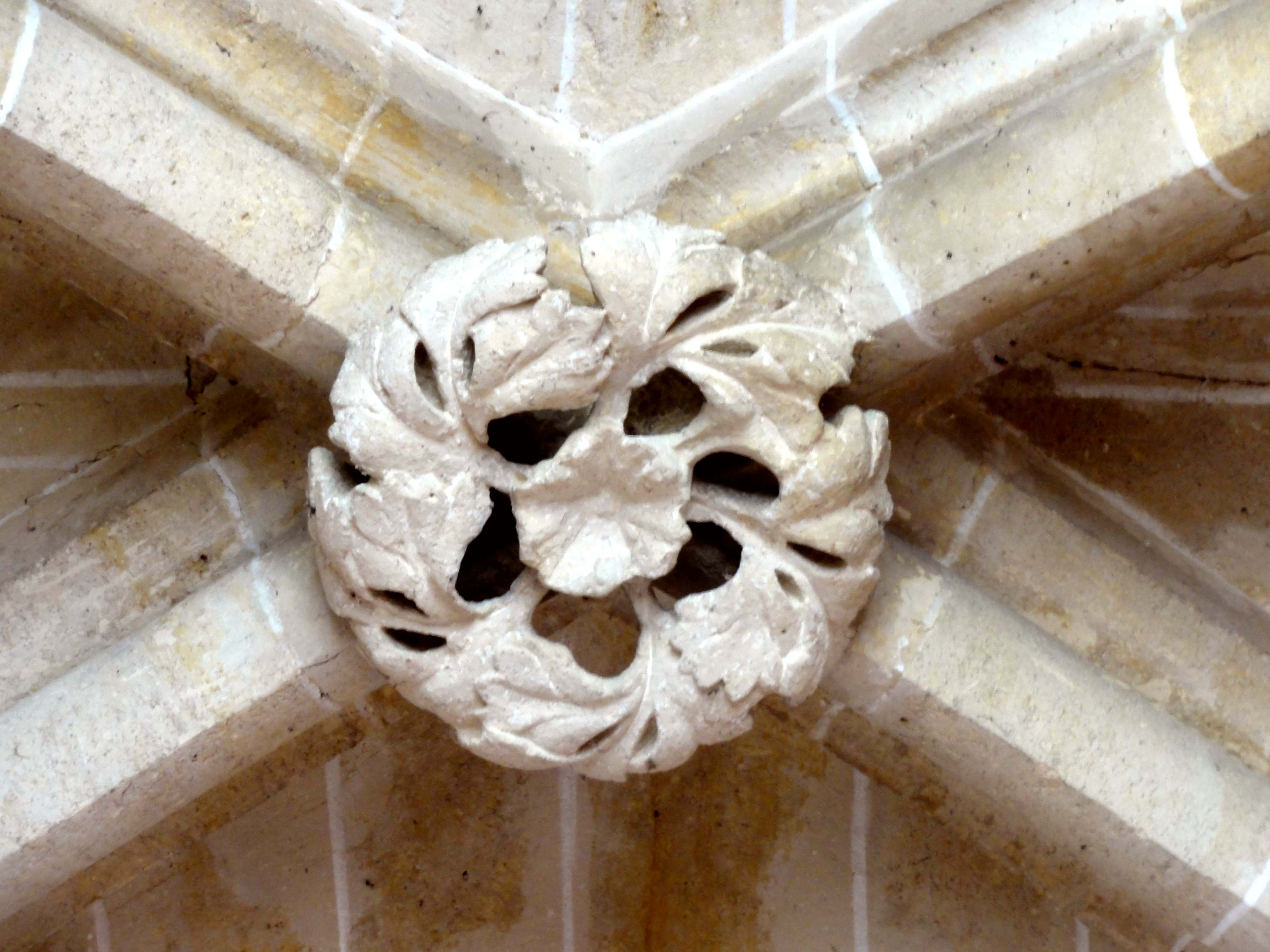
Clé de voûte de la 2e travée.
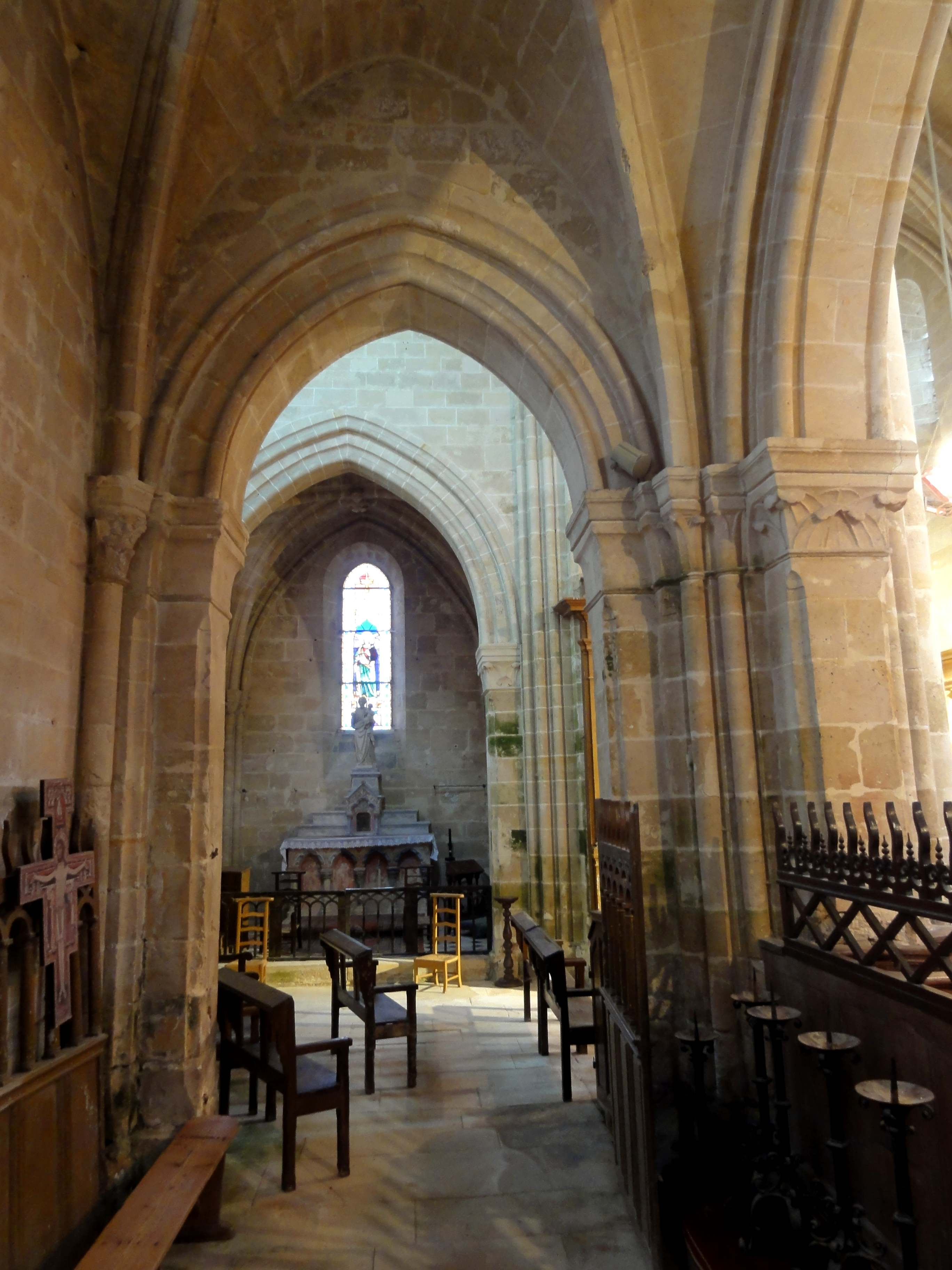
Bas-côté nord, 4e travée, vue vers l'est.
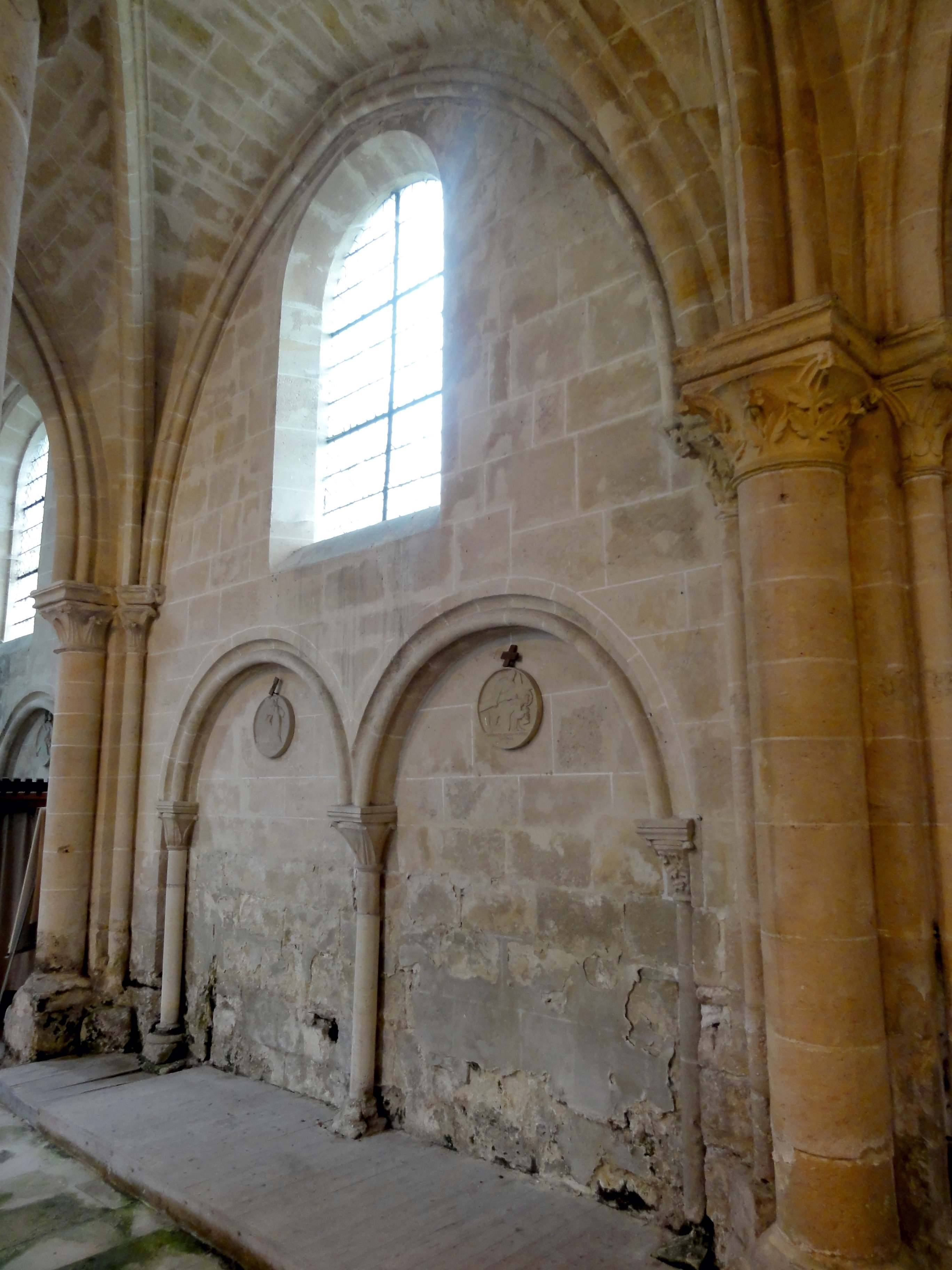
Bas-côté nord, 3e travée, arcatures plaquées.
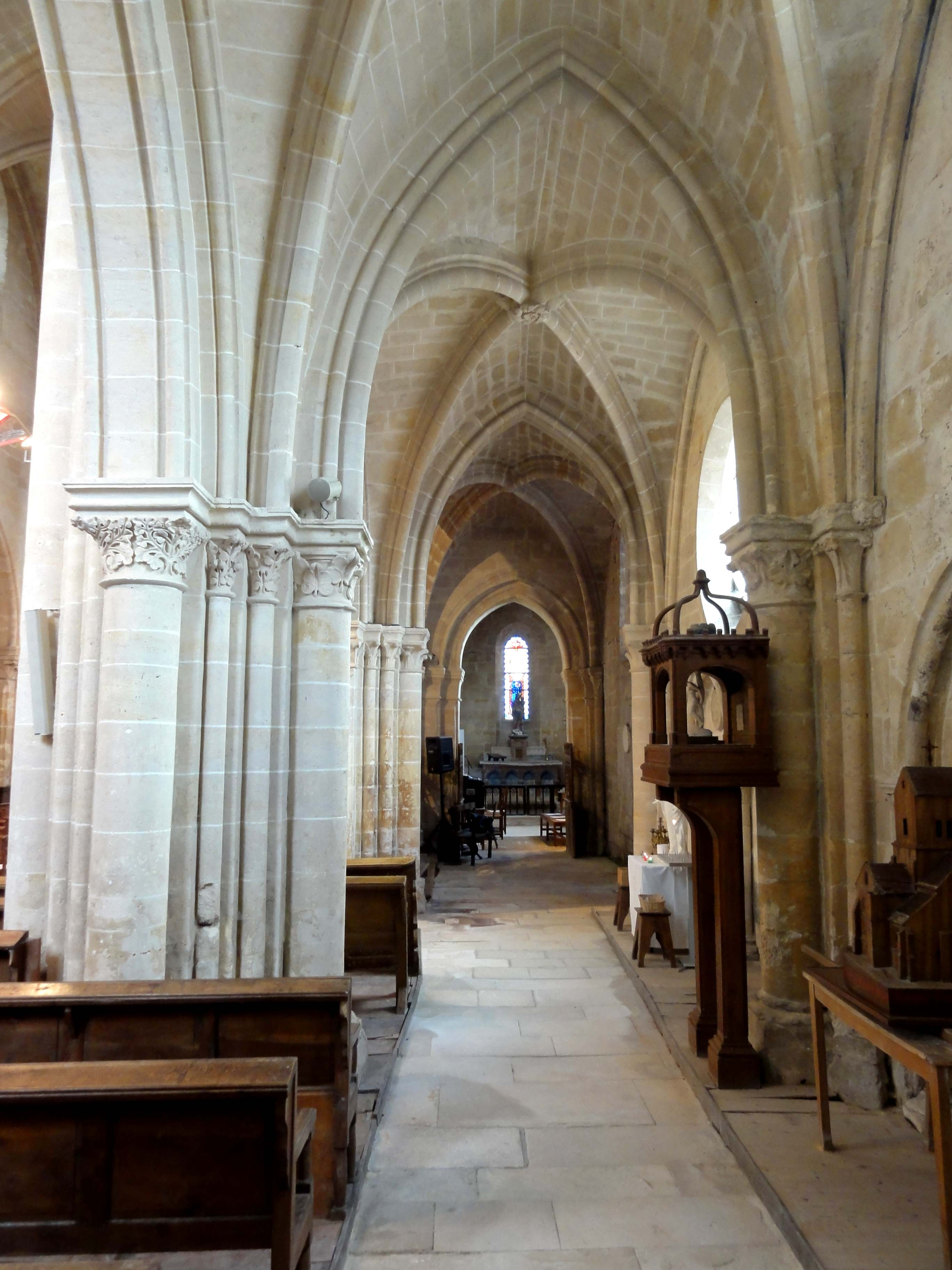
Bas-côté sud, vue vers l'est.
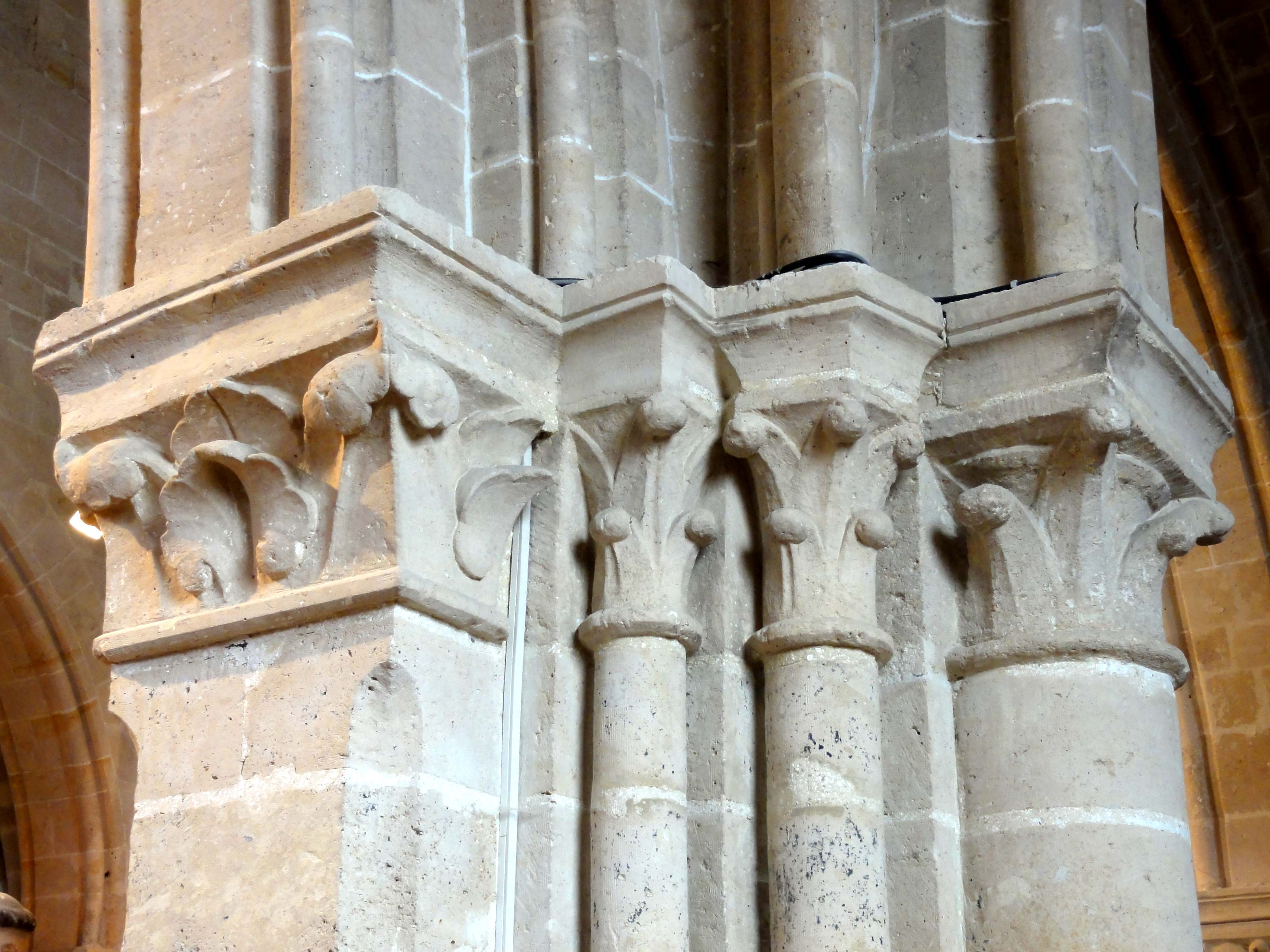
Bas-côté sud, 3e travée, chapiteaux au nord-est.
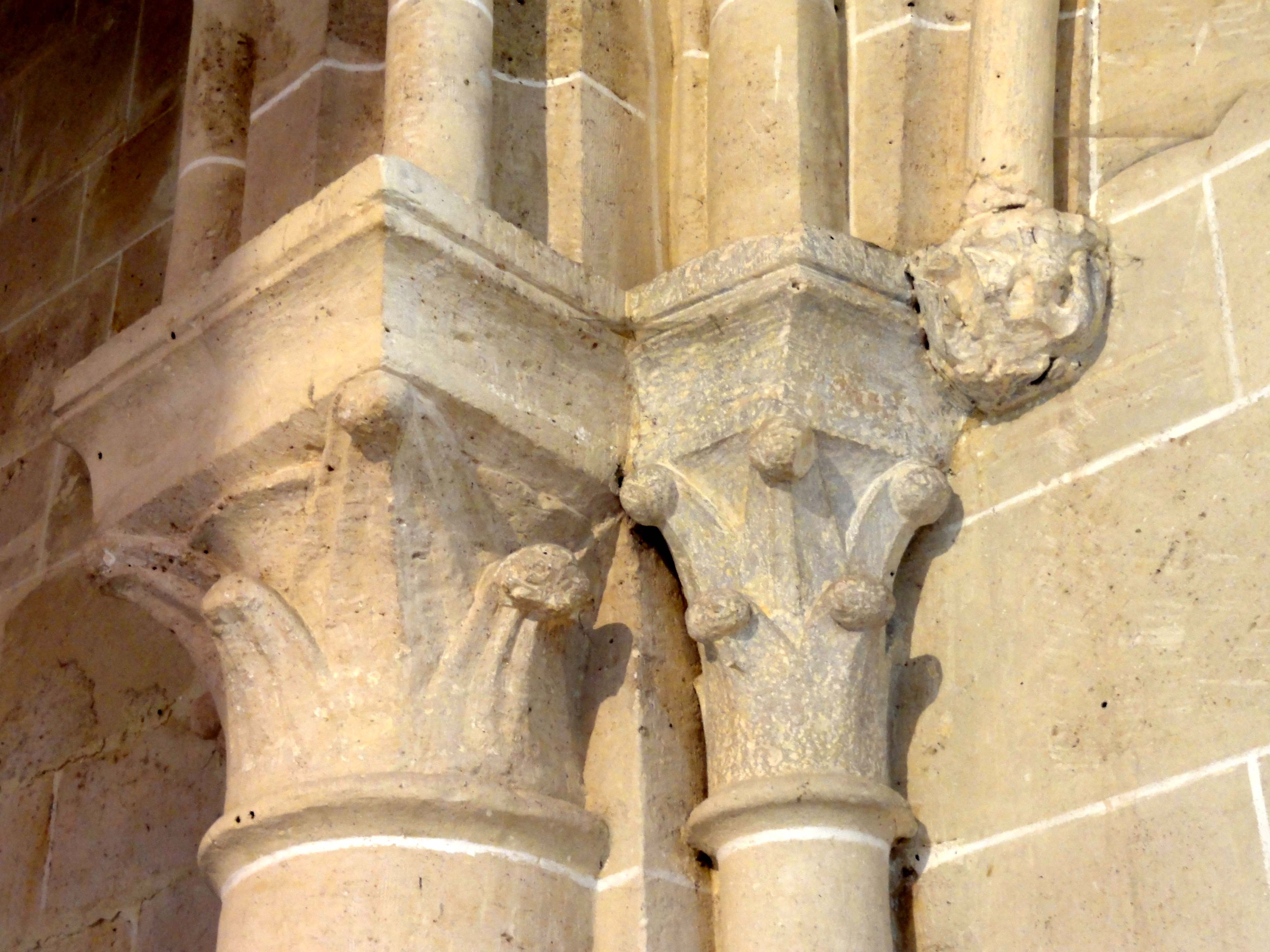
Bas-côté sud, 3e travée, chapiteaux au sud-est.

#### Transept

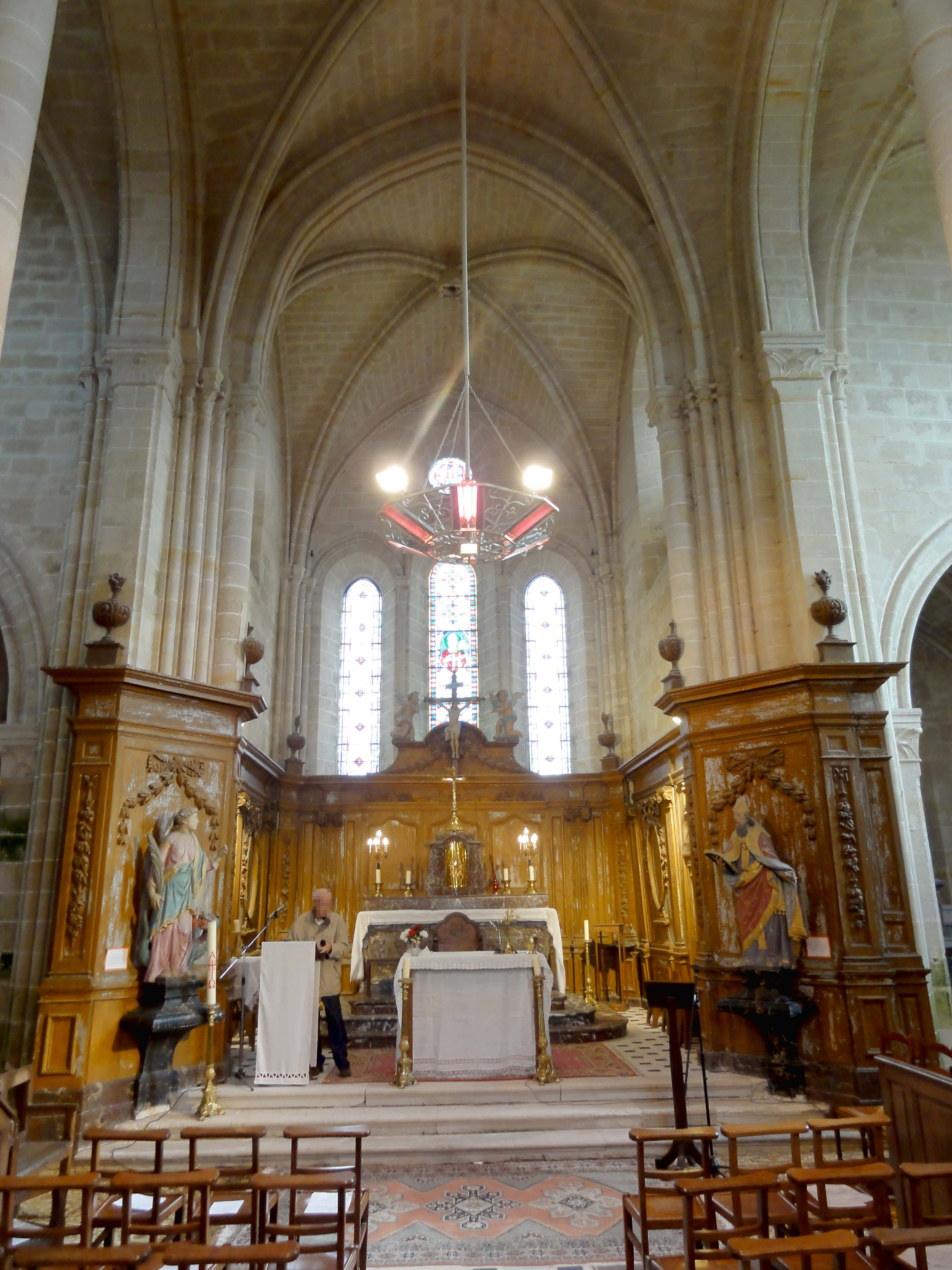
Croisée, vue vers l'est.

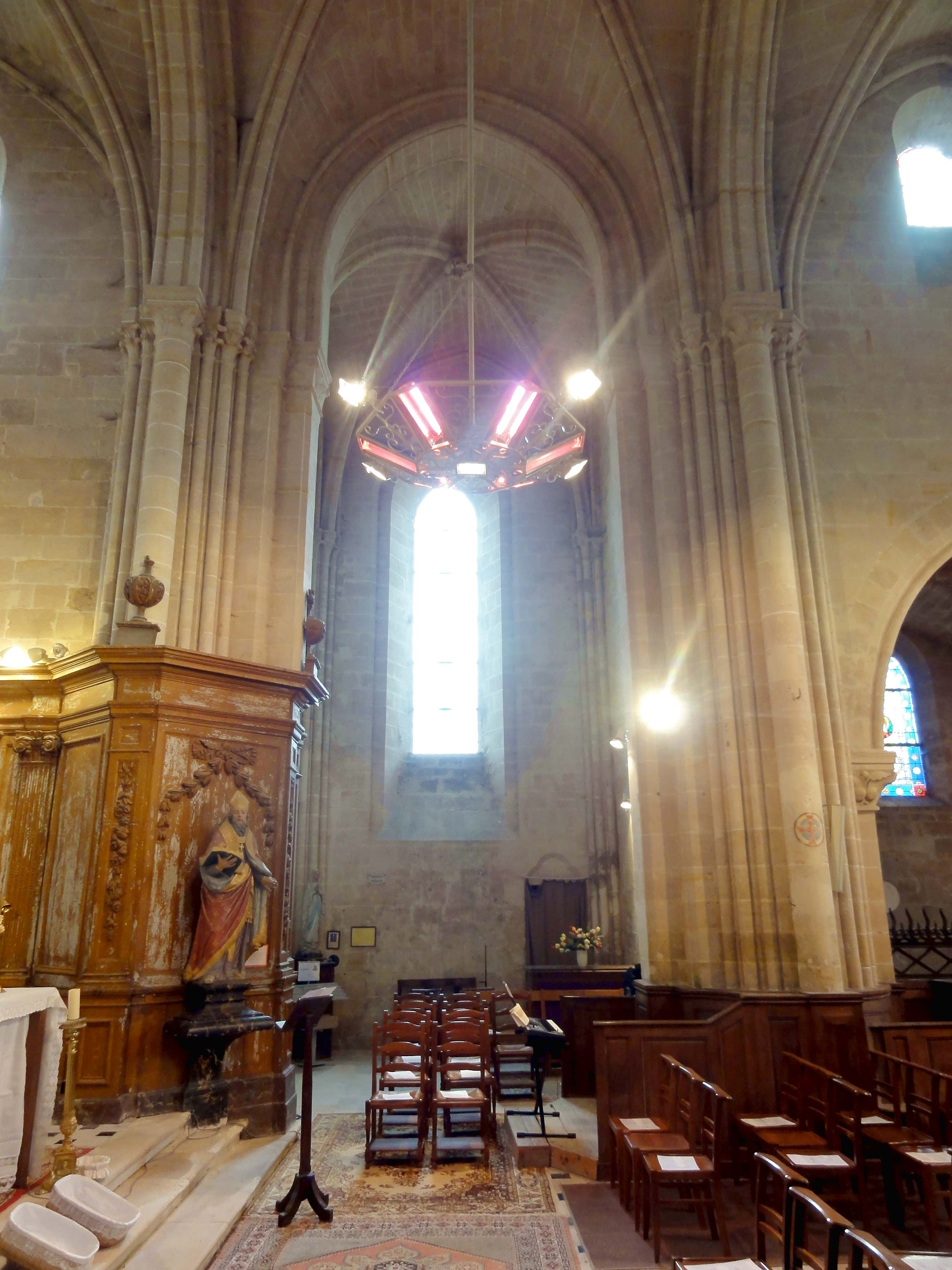
Croisée, vue vers le sud.

Le style du transept s'annonce par le troisième doubleau de la nef et la travée suivante, excepté le profil des ogives. Dans la croisée du transept, il est le même que dans les trois premières travées de la nef, mais la clé de voûte ressemble à celle de la quatrième travée. Dans les croisillons, les ogives affichent le profil déjà observé dans les bas-côtés. Les quatre doubleaux qui délimitent la croisée du transept sont à double rouleau des deux côtés, et affichent le profil déjà observé, le plus courant pour cet emploi à la première période gothique. Des faisceaux de trois fines colonnettes sont logés dans chaque angle. Bien que la croisée du transept soit de plan carré, ses quatre élévations ne sont pas identiques. Elles s'éloignent des conventions au nord et au sud, côté croisillons. Il s'agissait sans doute de renforcer ses piliers afin de pouvoir supporter le poids du clocher, dont l'envergure est plus considérable que pour les tours de croisée de la période romane. Au lieu de donner aux piliers un diamètre supérieur, le maître d'œuvre a choisi de les consolider en réduisant l'ouverture des doubleaux vers les croisillons, dont les piédroits ne sont ainsi pas constitués par les faisceaux de colonnettes des hautes-voûtes. Ils se présentent sous la forme de pilastres, que l'on peut considérer comme des contreforts internes, munis de chapiteaux et tailloirs comme les autres supports. Le rétrécissement des arcades donne par ailleurs un tracé surhaussé, avec des sections verticales au-dessus des tailloirs, ce que l'architecte de la nef a justement évité en optant pour des travées carrées. Par ailleurs, une irrégularité existe dans l'angle nord-est de la croisée, où le rouleau supérieur du doubleau vers le croisillon nord est reçu sur une console, tandis que le tailloir prévu à cet effet reste sans emploi. Il s'agit de toute évidence d'une malfaçon.
Les deux croisillons sont éclairés par une haute lancette simple en arc brisé à leur extrémité. Les baies sont nettement ébrasées, et s'ouvrent au-dessus d'un long glacis pentu. Elles sont entourées d'un faible ressaut comme unique ornement. Des fenêtres existent également en haut des murs occidentaux. Ici, les baies sont en plein cintre, et évoquent celles de la nef, mais sont néanmoins plus élevées. Puisque les croisillons débordent par rapport aux bas-côtés, les élévations occidentales ne sont pas symétriques. Les fenêtres occidentales sont axées sous le sommet de la voûte, tandis que les arcades vers les bas-côtés sont désaxées vers la croisée du transept, et s'accompagnent d'une portion de mur. Dans le croisillon nord, cette arcade n'est qu'à simple rouleau du côté est, et le profil des tailloirs et chapiteaux se poursuit sur le mur jusqu'au faisceau de colonnettes de l'angle nord-ouest. En revanche, la sculpture est ici absente, et c'est aussi le cas de part et d'autre de l'arcade qui fait communiquer le croisillon sud avec le bas-côté. Les élévations orientales sont différentes de celles en face, et ressemblent aux élévations latérales des travées de la nef, mais les fenêtres font ici défaut. L'on trouve donc des grandes arcades des mêmes proportions que dans la nef. Elles sont à double rouleau, mais contre toute logique, ne retombent que sur un pilastre unique de chaque côté. Ce fréquent recours à des pilastres suggère une fois de plus le rapprochement avec l'église de Nanteuil-le-Haudouin. Des faisceaux de trois fines colonnettes sont logés dans chacun des angles des croisillons. Il y a donc ici des supports dédiés pour les formerets, ce qui n'est souvent pas le cas dans les croisillons des églises gothiques. Concernant la sculpture, elle est assez uniforme, et fait notamment appel aux crochets gothiques, ou à des feuilles striées aux extrémités formant de grosses boules.

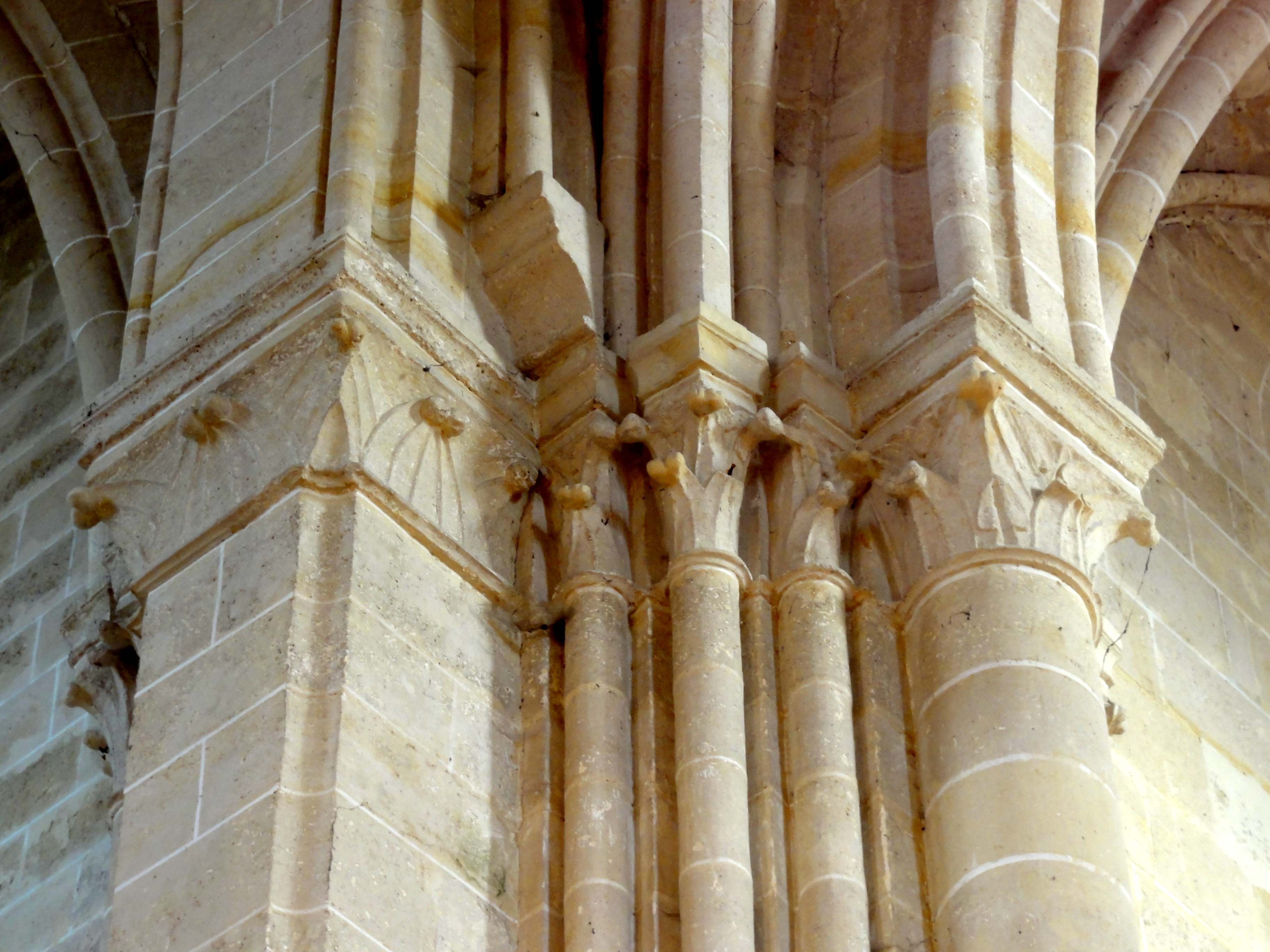
Croisée, chapiteaux dans l'angle nord-est.
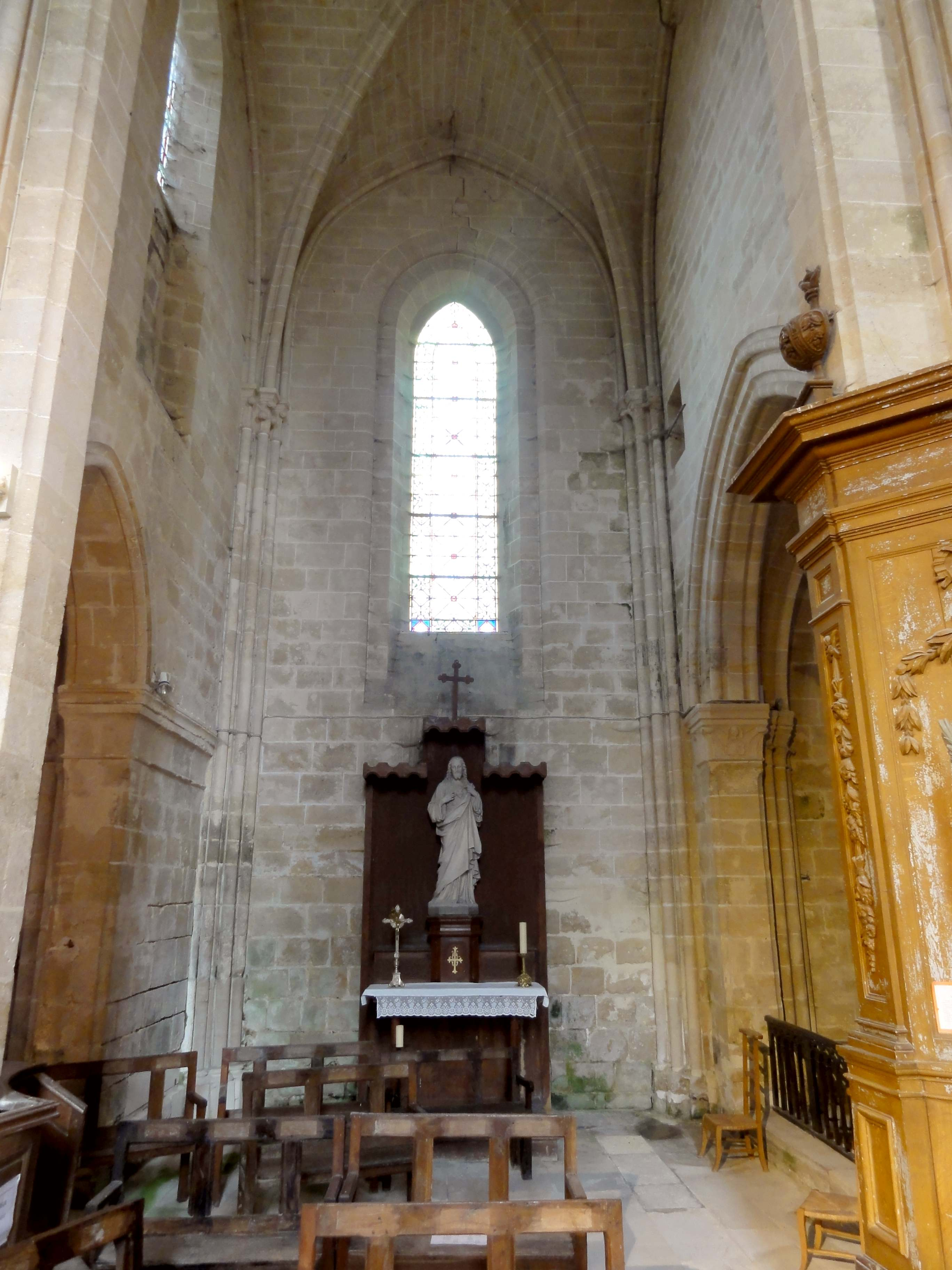
Croisillon nord, vue vers le nord.
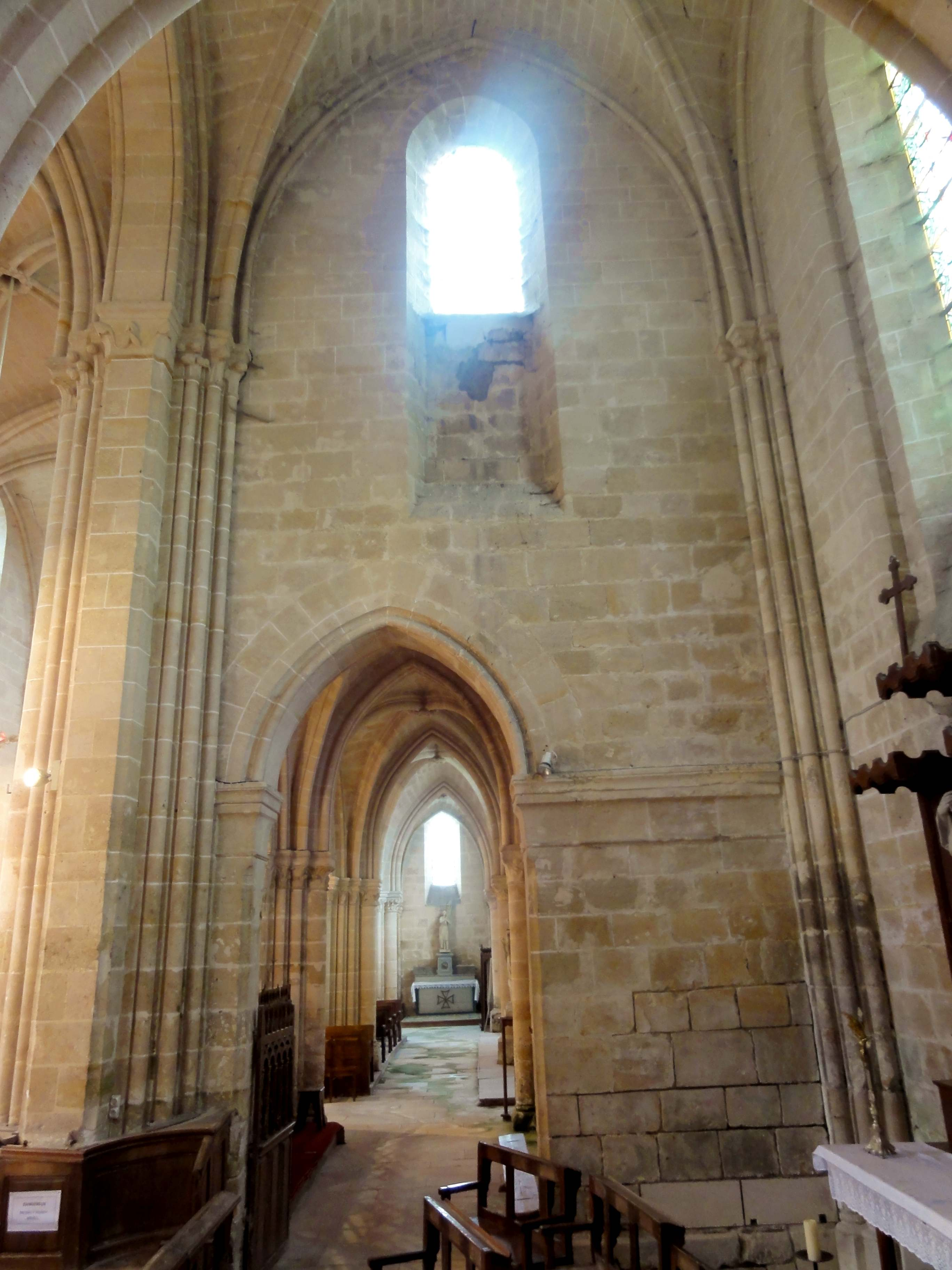
Croisillon nord, vue vers l'ouest.
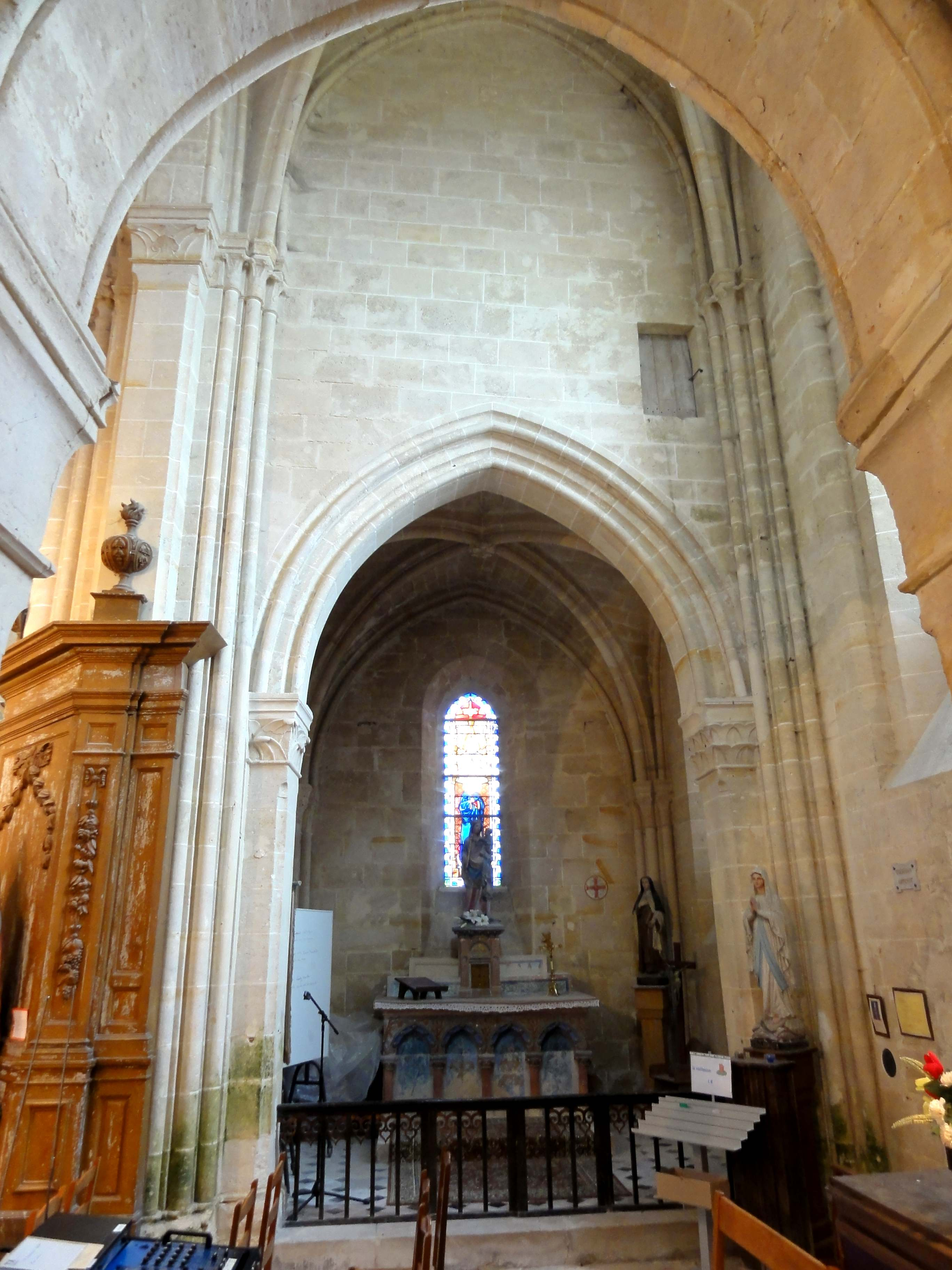
Croisillon sud, vue vers l'est.
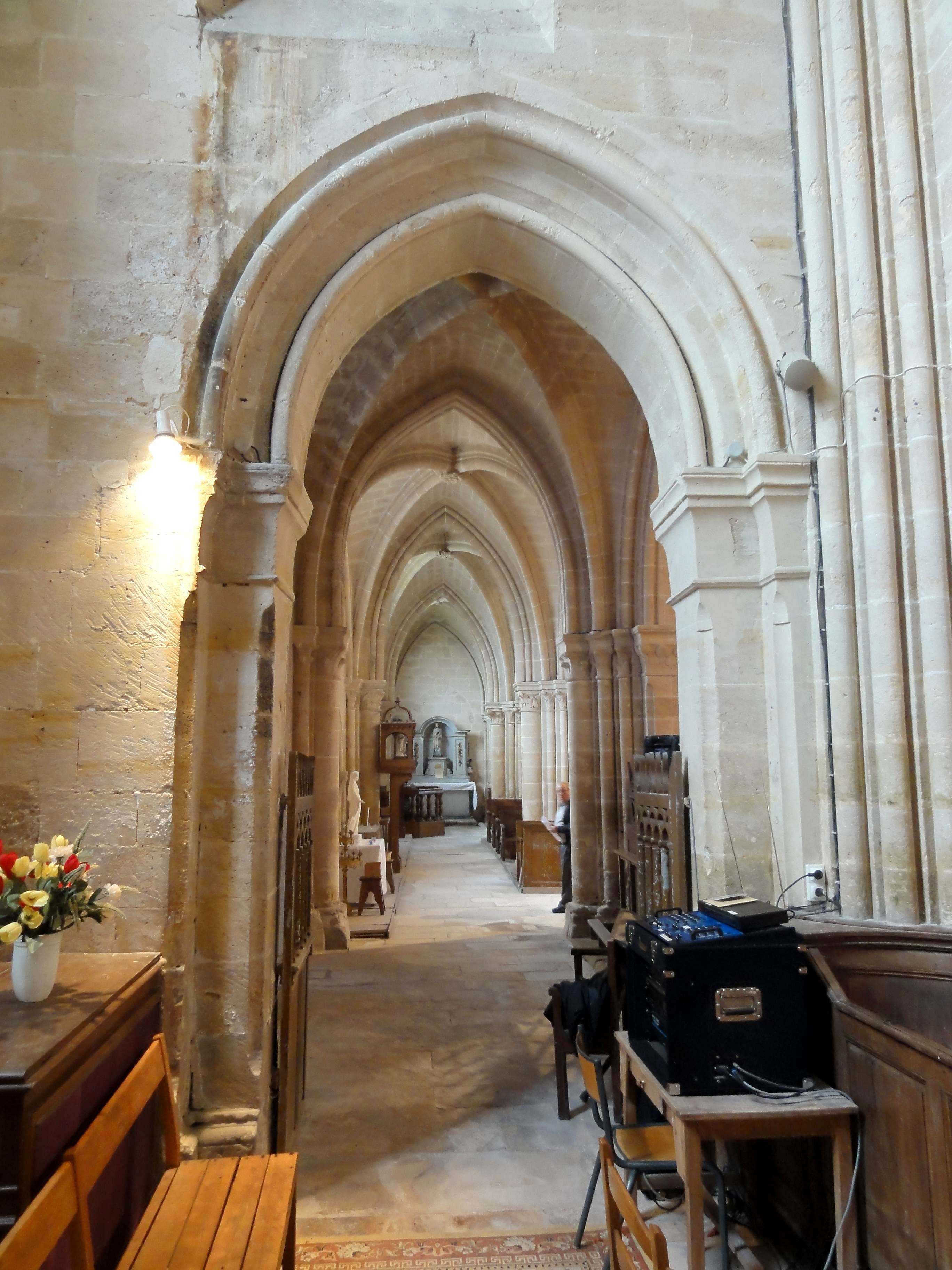
Croisillon sud, vue vers l'ouest dans le bas-côté.
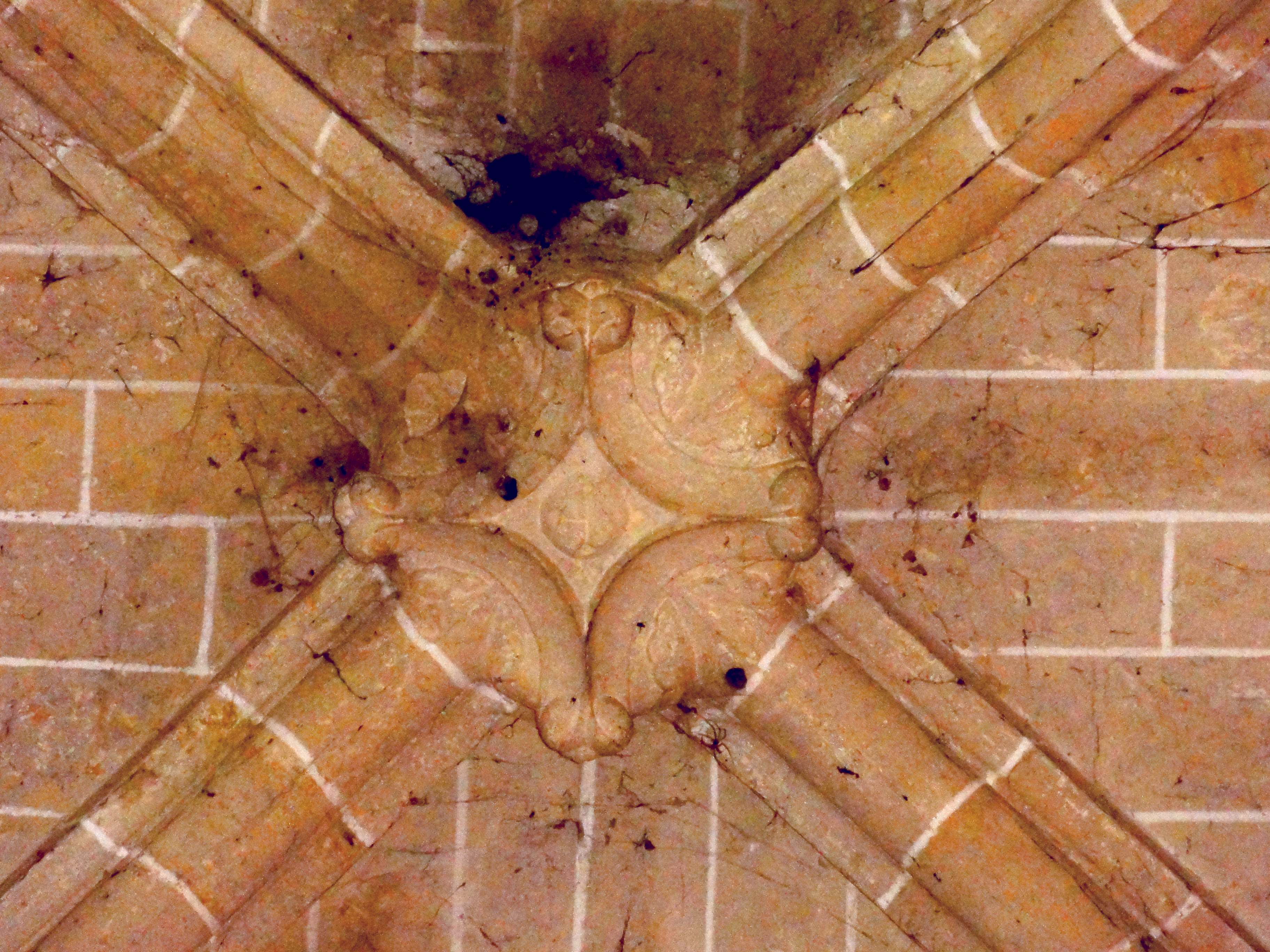
Croisillon nord, clé de voûte.

#### Chœur et chapelles

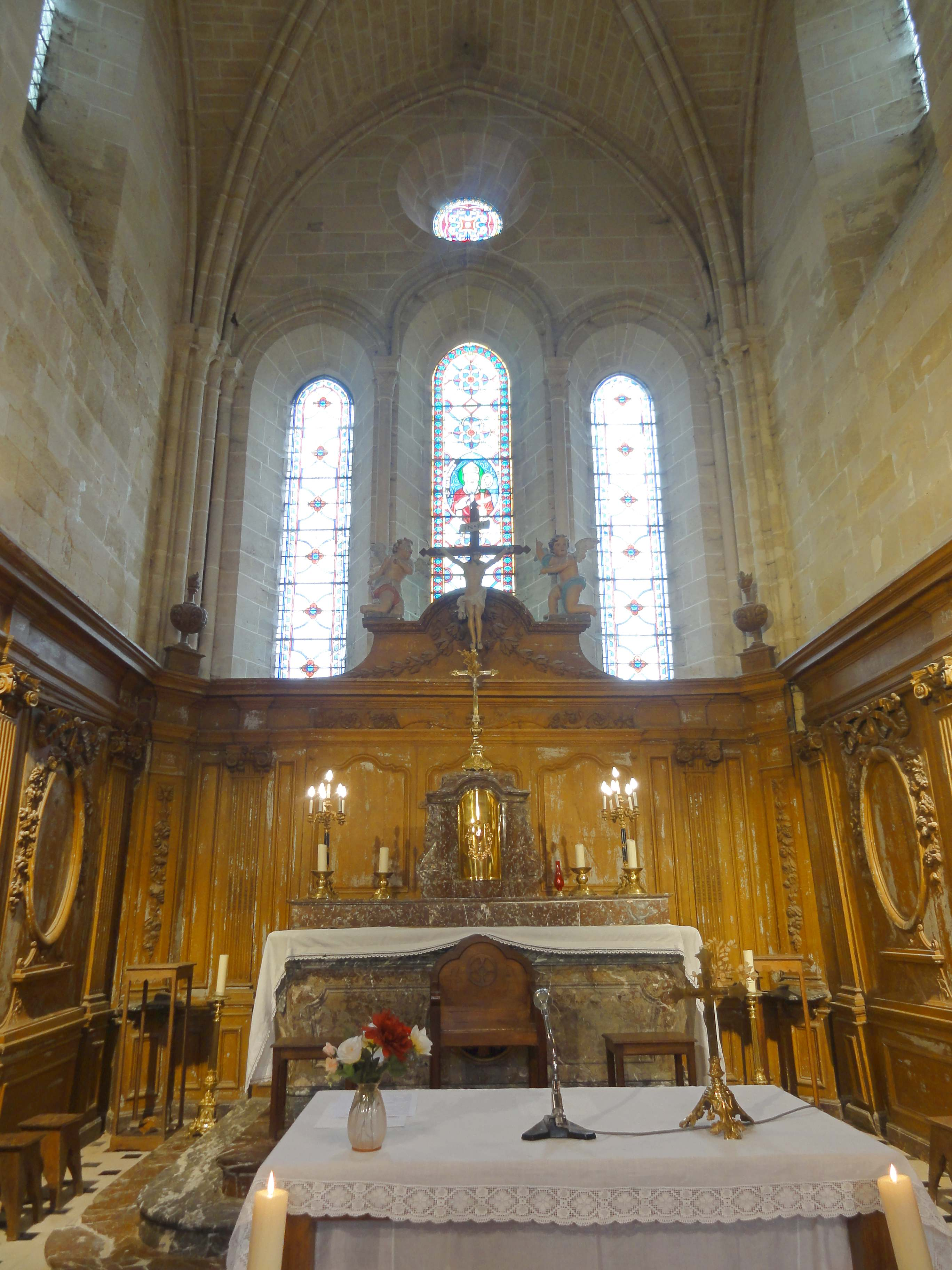
Vue vers l'est.

Le chœur est carré à l'instar des travées du transept, et les supports de la voûte sont conçus de la même façon. La travée s'ouvre donc par un doubleau à double rouleau, dont le rang de claveaux supérieur est mouluré d'un mince tore de chaque côté, et l'intrados d'un méplat entre deux tores. Il retombe sur les tailloirs de deux colonnes à chapiteaux. Des faisceaux de trois grêles colonnettes sont placés dans chacun des angles. L'on ne note pas de différences de sculpture ou de modénature par rapport au transept. Le profil des ogives est le même que dans la croisée du transept et les trois premières travées de la nef. La clé de voûte est ornée d'une couronne de feuillages semblable à celle de la croisée. Les élévations latérales se distinguent par des fenêtres en arc brisé fortement ébrasées, qui sont situées encore plus haut que les baies occidentales des croisillons, mais toutefois moins haut que les baies de la nef. On s'attendrait, pour le sanctuaire, plutôt à de hautes lancettes à l'instar des extrémités du transept, comme dans les chœurs de Borest, Ermenonville ou Saint-Jean-aux-Bois, mais les toitures des chapelles défendent ici un éclairage plus généreux. Ce n'est donc que le chevet qui bénéficie d'une surface vitrée plus importante. Il est percé d'un triplet de trois lancettes en arc brisé, qui sont fortement ébrasées, et surmontées d'un oculus. Le triplet est aussi large que la largeur disponible ne le permet. Ses baies sont décorées par une archivolte torique, qui retombe sur deux colonnettes à chapiteaux. Devant les trumeaux, celles-ci sont partagées par les deux baies contigües. Comme particularité, les fûts sont du même diamètre que ceux correspondant aux ogives et formerets. Cette absence de toute hiérarchisation des diamètres est rare. En l'occurrence, le diamètre des fûts des ogives et formerets est déjà si réduit qu'il n'était pas envisageable d'opter pour des fûts encore plus grêles. Ainsi, les faisceaux dans les angles du chevet sont complétés par une quatrième colonnette, qui repose sur le seuil des fenêtres. La finesse des supports est en fort contraste avec l'épaisseur des murs, qui est mise en exergue par les fenêtres sans remplage.
La chapelle du nord est dédiée à saint Joseph ; celle du sud, à la Vierge Marie. Dans leur sobriété, les deux chapelles carrées constituent l'une des principales particularités de l'édifice, car elles s'éloignent assez des conventions de plan des églises de l'Île-de-France et de l'Oise. La règle sont en effet des chapelles de la même largeur que les bas-côtés de la nef, ce qui donne des croisillons aux élévations latérales symétriques, et servant de collatéraux au chœur. Elles sont donc habituellement reliées au chœur par des grandes arcades, et le plus souvent, il en résulte des travées de la même profondeur que celle (ou celles) du chœur. Au cas de chœurs à une seule travée à chevet plat, le chevet des chapelles est alignée sur une même ligne. Ici, les chapelles sont aussi larges que les croisillons sont profonds, mais peu profondes, et ne communiquent avec le chœur que par des portes, dont celle du nord conserve son tympan décoré d'une arcature trilobée en bas-relief. Le jour entre par deux baies en arc brisé fortement ébrasées, soit une au chevet, et une respectivement au nord et au sud. Les voûtes ont des ogives du même profil que dans les croisillons et dans les bas-côtés, et sont munis de formerets. Ces nervures retombent sur des faisceaux de trois fines colonnettes à chapiteaux logés dans les angles. La clé de la chapelle du nord est remarquable par la rareté de son motif. Elle représente un saint évêque de facture naïve, tenant une crosse épiscopale et un livre fermé, où est gravée la lettre M, ce qui permet de conclure qu'il s'agit effectivement du saint patron de l'église, Martin de Tours.

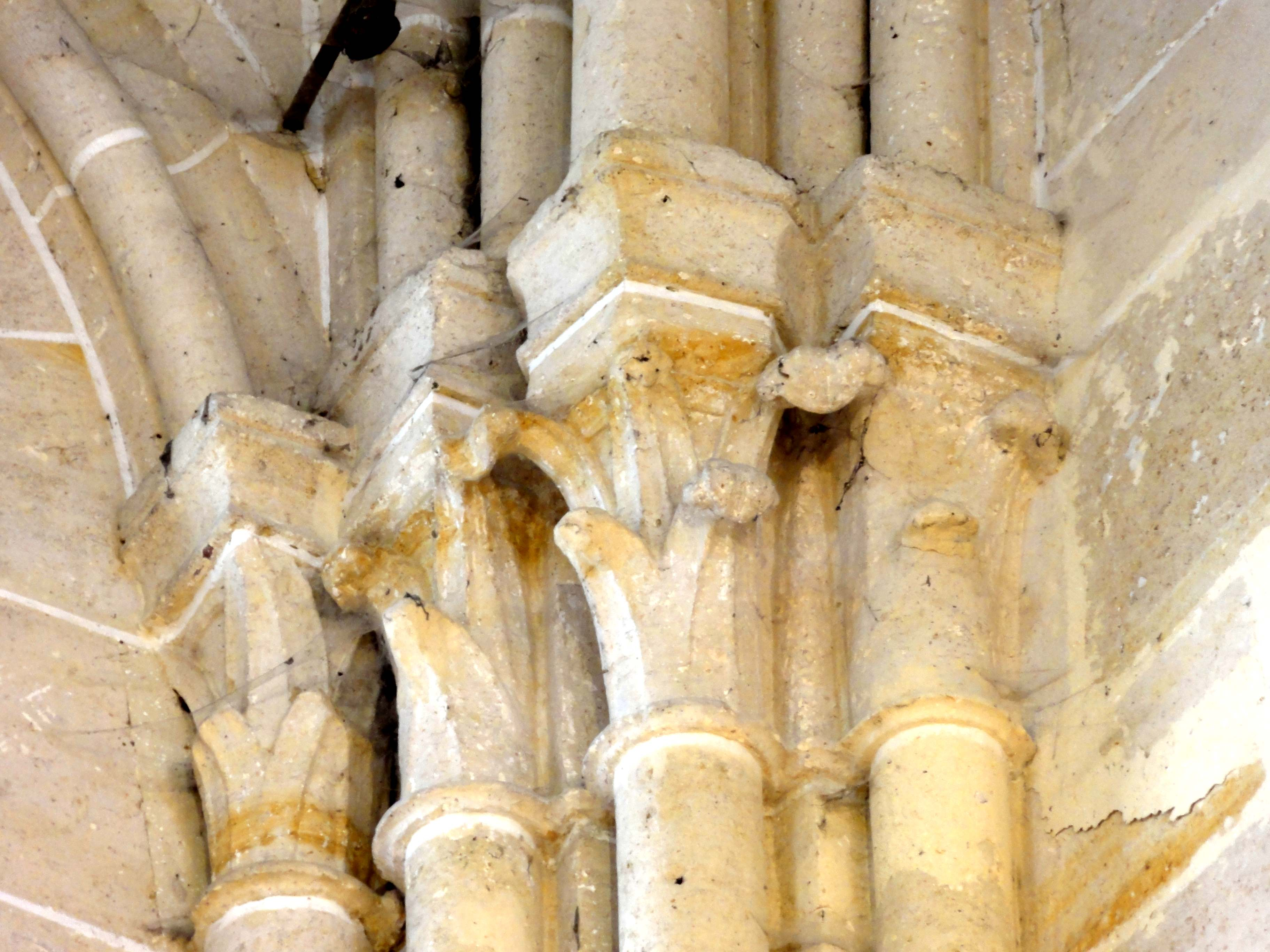
Chœur, chapiteaux dans l'angle sud-est.
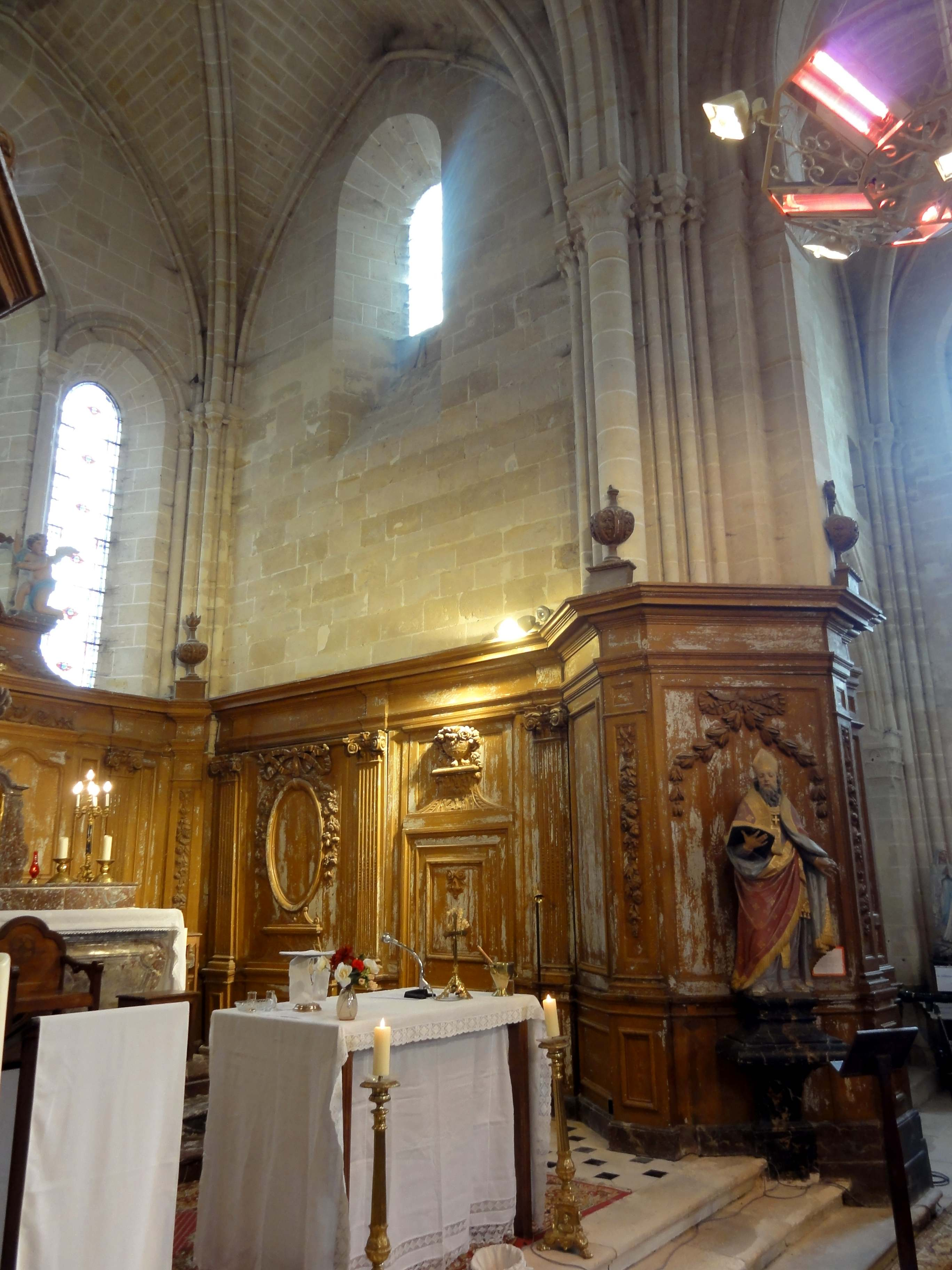
Chœur, vue vers le sud-est.
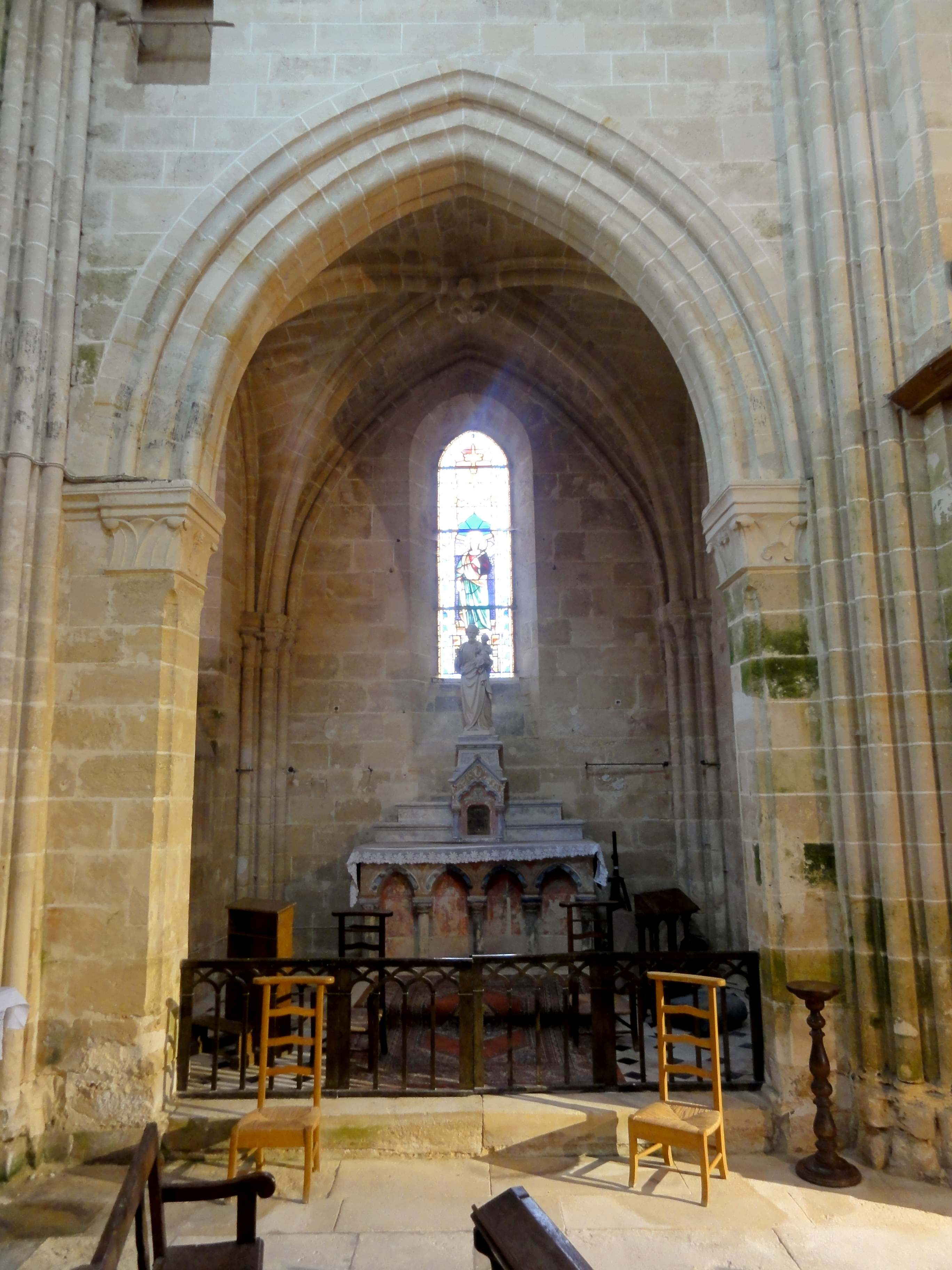
Croisillon nord, vue dans la chapelle.
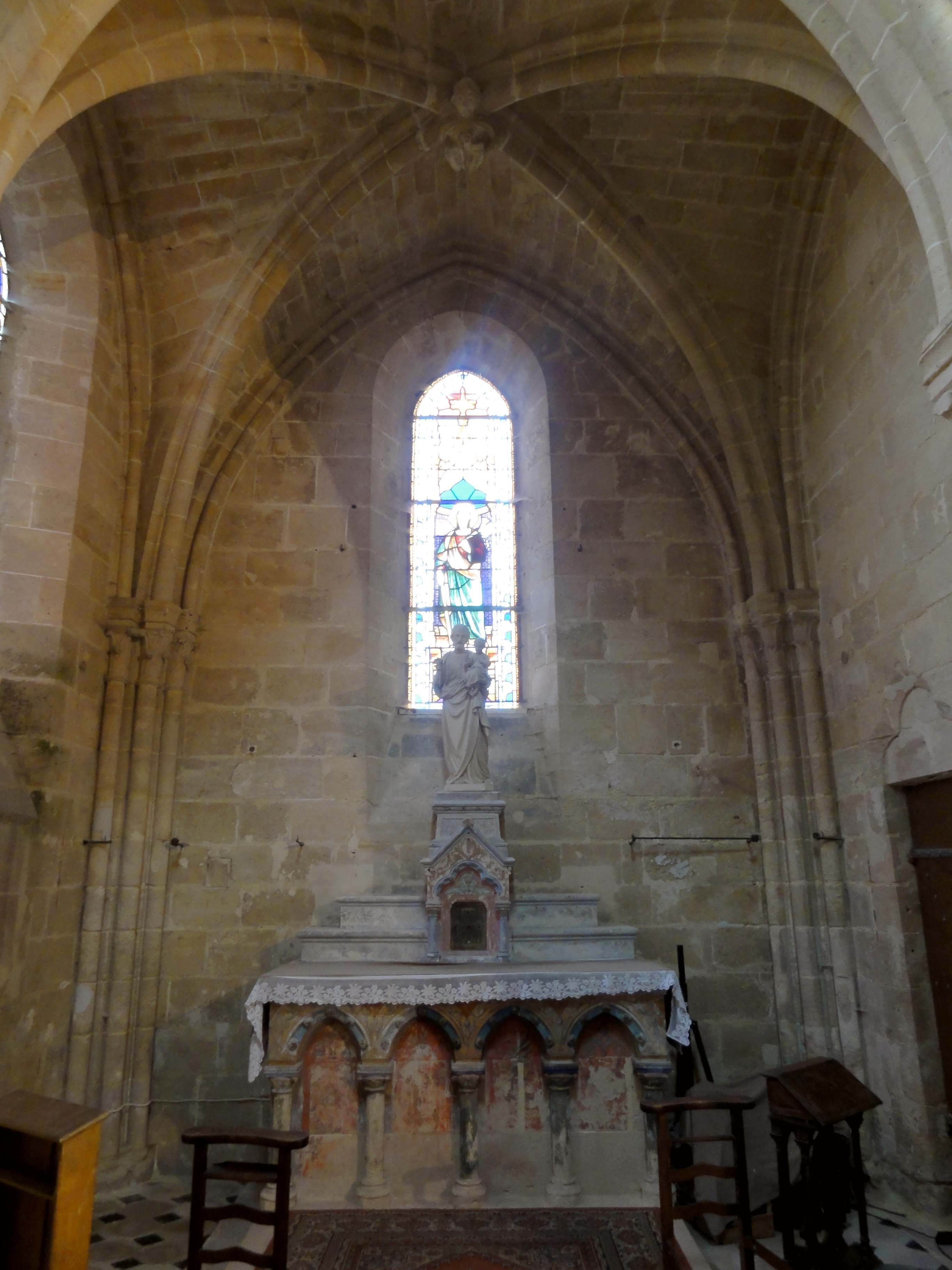
Chapelle nord (Saint-Joseph).
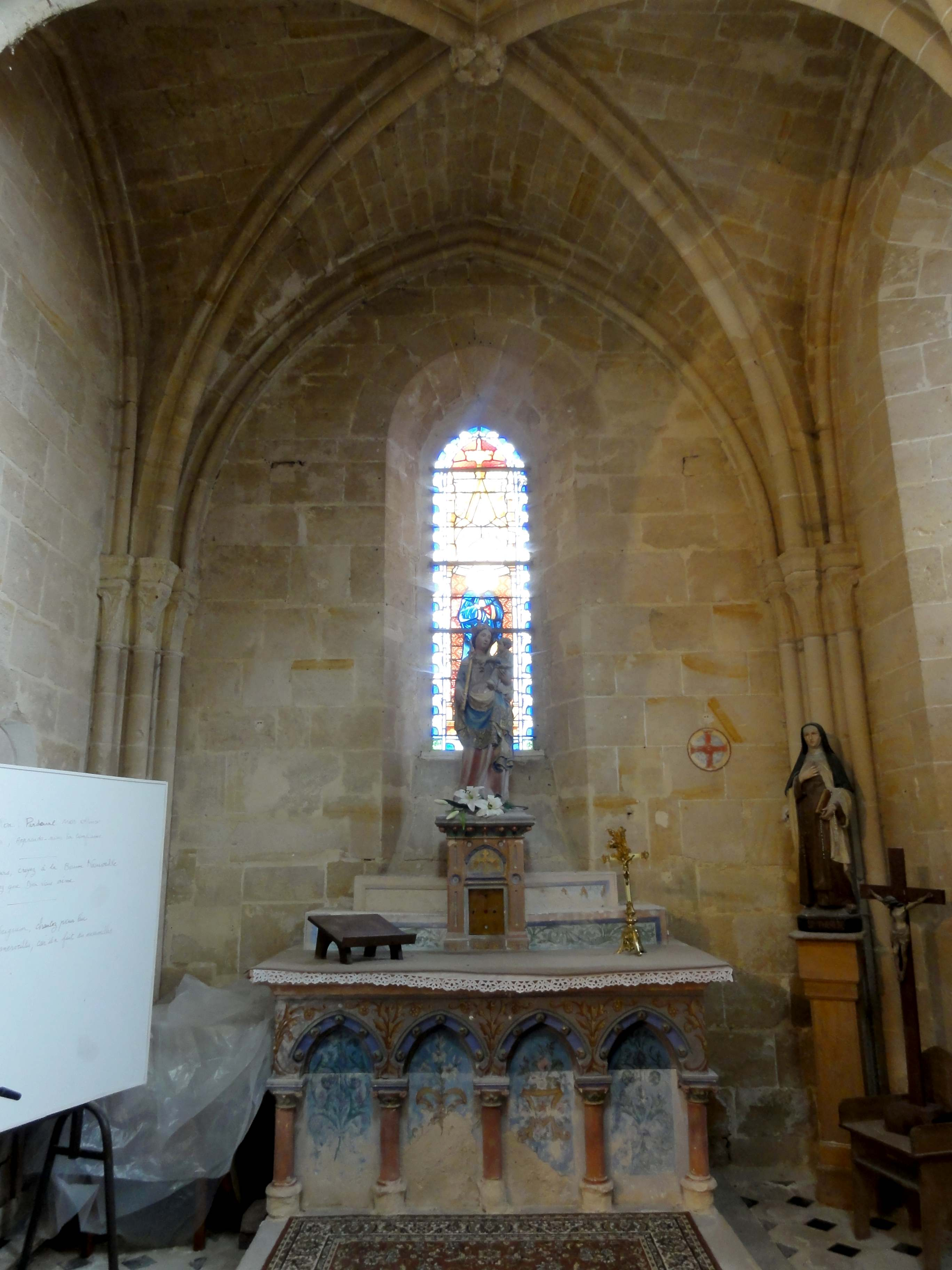
Chapelle sud (Sainte-Vierge).
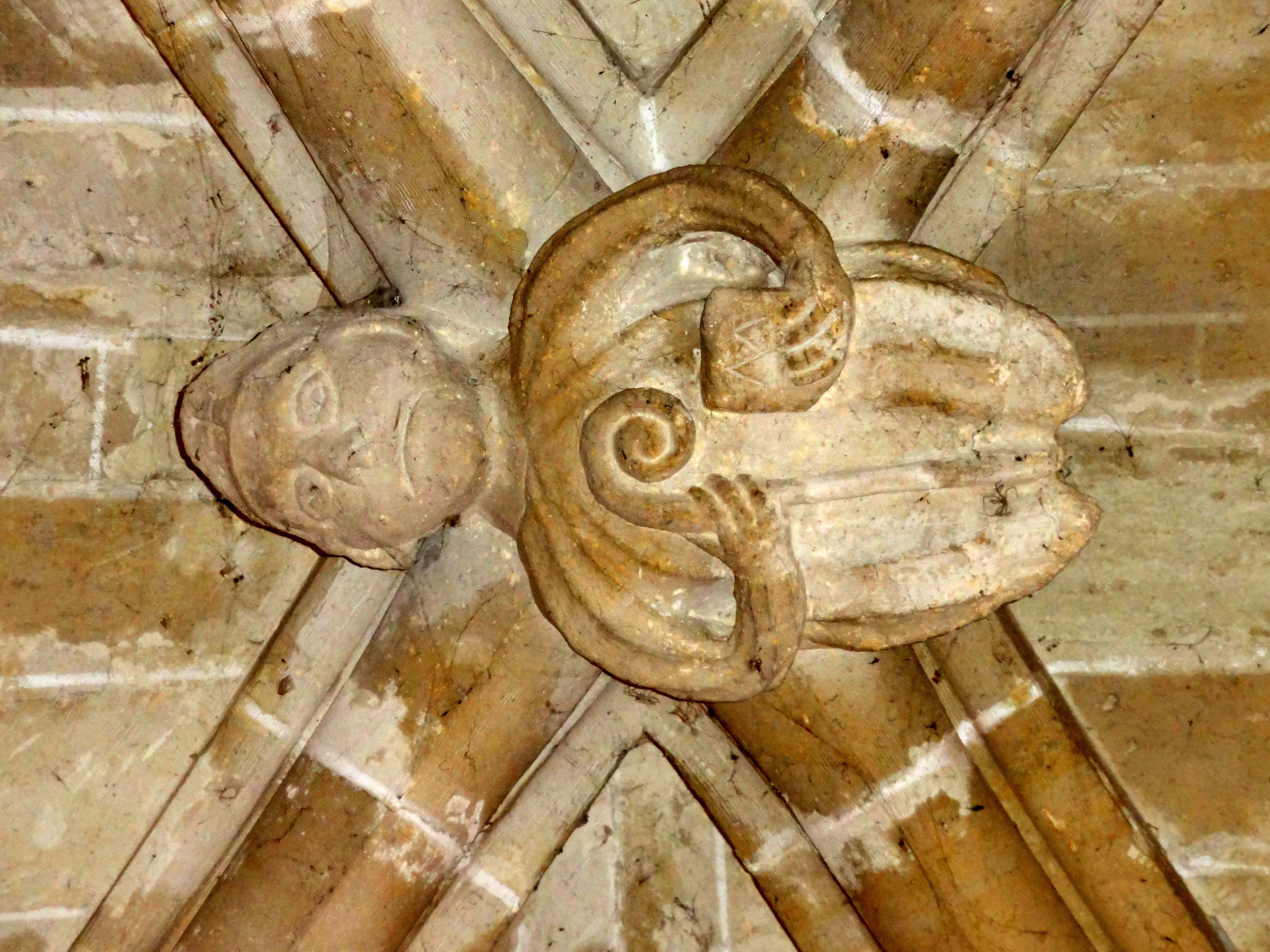
Chapelle nord, clé de voûte.

### Extérieur
« L'Église est la gloire de la contrée pour l'unité et sa conservation, bien que son clocher prosaïque en ardoise, un lourd portail du XVIIIe siècle et un pastiche de rosace jettent leur discordance au milieu de  l'harmonie délicieuse de ce vaisseau » (Eugène Müller). La façade de la nef conserve ses deux contreforts gothiques moyennement saillants, qui se retraitent à mi-hauteur par un glacis formant larmier, et s'amortissent par un long glacis pentu formant également larmier. En haut, un animal sculpté en haut-relief se détache du larmier, probablement un lion ou un chien. La présence d'animaux sur les contreforts est exceptionnelle au XIIIe siècle, et ne devient la règle qu'à la période gothique flamboyant, après la guerre de Cent Ans. Le portail de 1773 est en plein cintre. Au niveau des impostes, des tablettes moulurées se poursuivent jusqu'aux contreforts. La clé d'arc est garnie d'une agrafe, et immédiatement au-dessus, un entablement aniconique court d'un contrefort à l'autre. Deux colonnes doriques galbées reposant sur de hauts stylobates se superposent devant les tablettes et l'entablement, et supportent à leur tour une section d'entablement, qui devait initialement être sommée d'une boule ou d'un pot à feu, dont le vestige est encore visible à droite. Entre ces ornements disparus, deux volutes faiblement inclinés encadrent le socle d'une statue de saint Martin, et forment les rampants d'un fronton. La statue représente saint Martin en tenue de soldat, après le partage de son manteau avec un mendiant. La tête de saint Martin, incliné vers la gauche, l'air pensif, se situe à peu près au centre de la rosace, qui est dépourvue de tout remplage. Cette rosace occupe toute la partie supérieure de la façade, et est entourée de trois gorges séparées par des baguettes, ce qui permet de douter que la rosace soit réellement contemporaine du portail : elle a peut-être seulement été privée de son remplage lors de sa construction. À la naissance du pignon, le mur se retraite par un fruit, et au-dessus, il est percé d'une porte, dont la limite supérieure est cachée derrière le grand cadran d'horloge. Une petite tête sculptée figure au sommet, et une croix en antéfixe forme le couronnement.

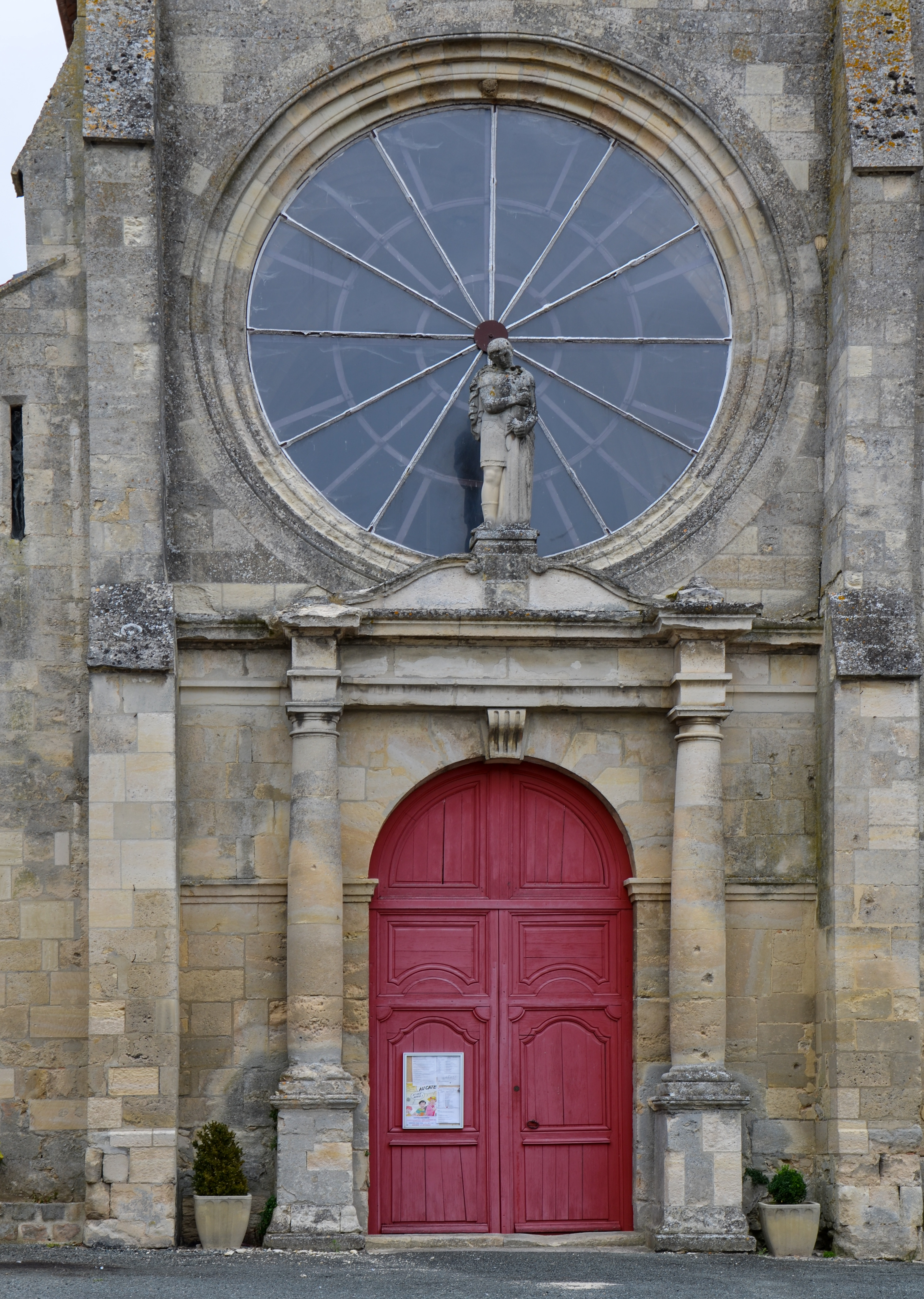
Portail et rosace.

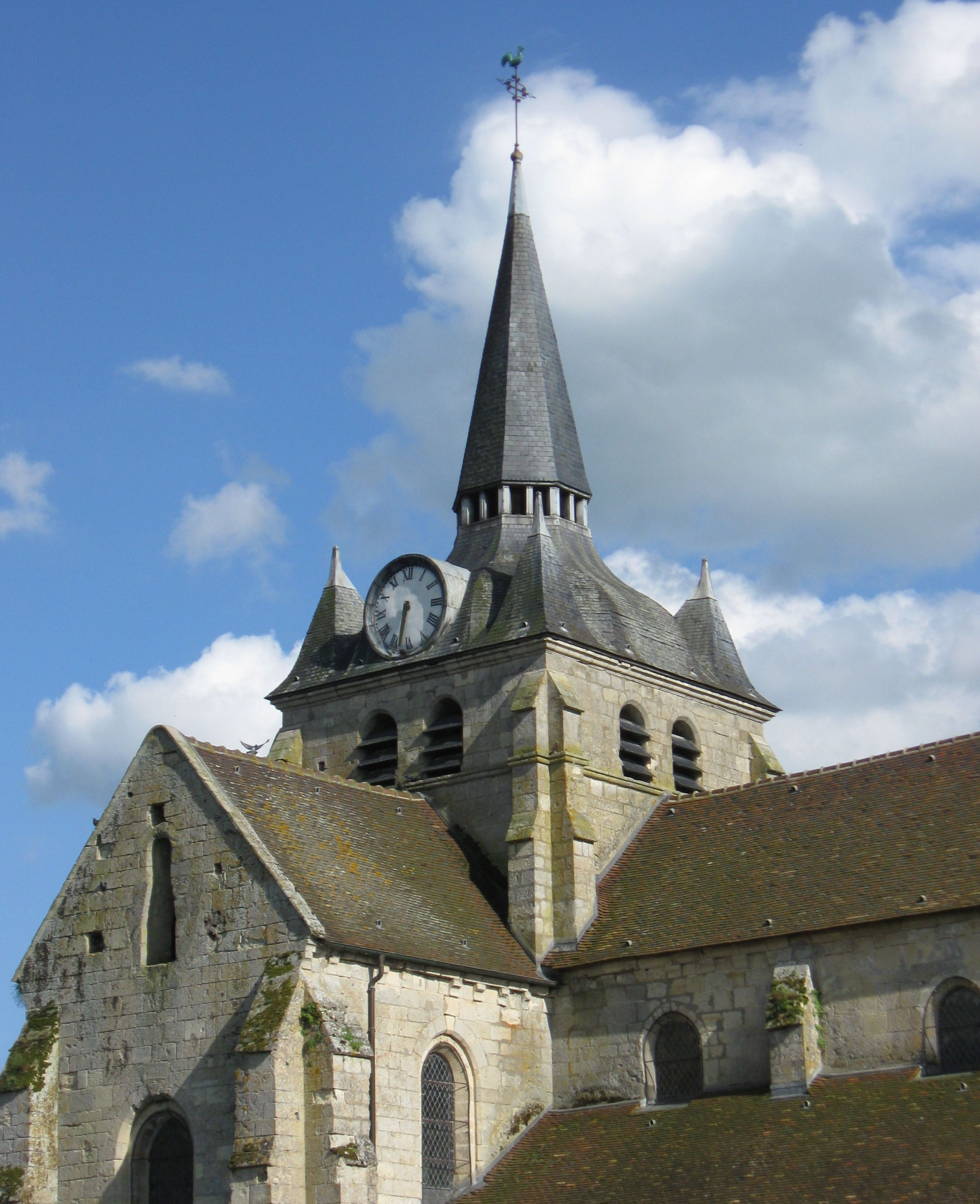
Clocher, côté nord-ouest.

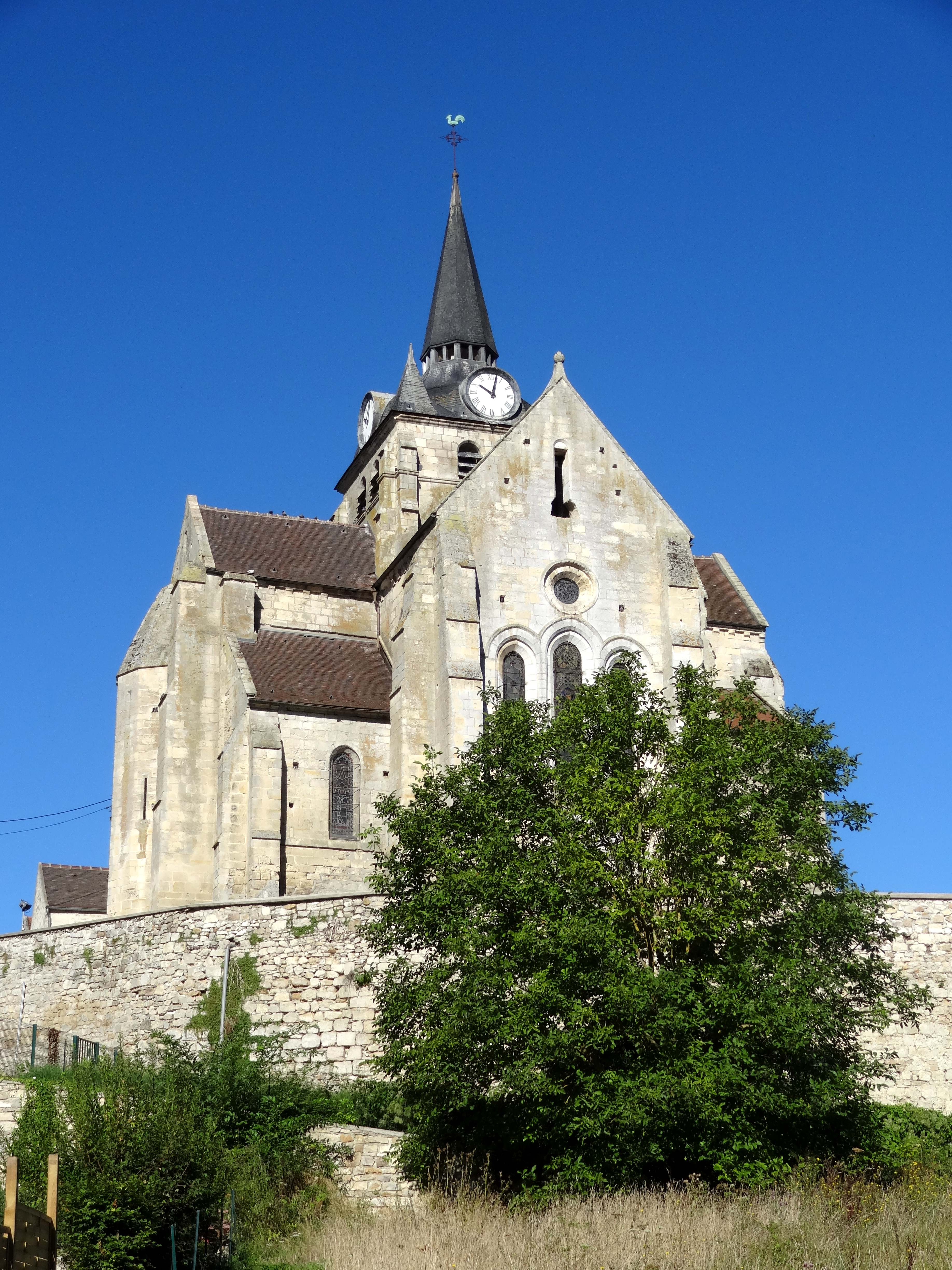
Chevet.

Sur les demi-pignons des façades bas-côtés, l'on note la faible pente, indispensable pour ne pas obturer les fenêtres hautes de la nef, et la fente d'aération près des contreforts de la nef. Deux contreforts orthogonaux flanquent les angles. Ils ne présentent aucune retraite, mais se terminent par un glacis formant larmier plus long que sur les contreforts occidentaux de la nef. Le mur du bas-côté sud garde les traces d'un ancien portail, dont l'archivolte a été arasée, et dont les piédroits ont été supprimés, avant de le boucher si soigneusement que les assises correspondent presque avec celles des murs. Le mur du bas-côté nord est ajouré d'une lancette en arc brisé, qui est entourée d'un double ressaut chanfreiné, et surmonté d'un cordon de grosses fleurettes à quatre pétales. Les élévations latérales de la nef sont scandés de contreforts assez plats, qui se retraitent par un court glacis formant larmier trois assises en dessous du sommet des murs. Contrairement à ce qui apparaît à l'intérieur de l'édifice, les fenêtres hautes paraissent être en arc brisé. Entre deux contreforts, le mur se termine par une corniche de corbeaux profilés d'une plate-bande et d'une gorge entre deux baguettes, et irrégulièrement espacés. Les murs gouttereaux des bas-côtés possèdent une corniche identique, mais les contreforts sont du même type qu'aux angles de la façade.
Le clocher central comporte un étage intermédiaire et un étage de beffroi, qui sont si peu élevés que les deux étages réunis atteignent tout juste la hauteur des piliers de la nef et de la croisée du transept. Les angles sont épaulés par deux contreforts orthogonaux, qui se retraitent par un larmier  Le premier étage est en grande partie dissimulé par les toitures. Une baie en plein cintre par face permet d'atteindre les combles de la nef, des croisillons et du chœur. Un tore accompagné d'un larmier marque la limite entre les deux étages, et passe autour des contreforts. L'étage de beffroi est ajouré de deux petites baies en plein cintre par face, et dénué de toute ornementation, abstraction faite de la corniche moulurée d'une doucine et de deux listels. Sous le clocher, les deux croisillons du transept et le chœur se signalent par leurs larges contreforts à ressauts emblématiques de la première période gothique ; par leurs fenêtres entourées d'un double ressaut chanfreiné, également caractéristiques de cette même époque, et s'apparentant à la baie occidentale du bas-côté nord, pourtant plus récente ; et par des corniches de corbeaux analogues à celles de la nef et des bas-côtés. Il y a donc, comme pour le profil des ogives à l'intérieur, des éléments stylistiques qui persistent sur les trois campagnes de construction de l'église. Si les contreforts, la corniche et les fenêtres pourraient suggérer une construction à la fin du XIIe siècle, la présence d'un larmier à la limite des allèges confirme un début de chantier quelques années après le début du XIIIe siècle. Contrairement aux églises un peu plus tardives, le larmier n'est pas encore présent sur les faces latérales des contreforts. Peu habituel est le positionnement de la tourelle d'escalier polygonales du croisillon sud à gauche de la fenêtre d'extrémité, et non à l'un des angles. Au chevet, les baies du triplet sont surmontées d'un bandeau doublement biseauté en forme de sourcil, et l'oculus est entouré d'un bandeau analogue, qui constitue un élément décoratif plus sobre que les tores et colonnettes à chapiteaux employés à l'intérieur. Alors que les chapelles semblent avoir été prévues dès l'origine, leurs élévations extérieures ne sont pas tout à fait consistantes avec les croisillons et le chœur, car les fenêtres sont entourées d'un simple ressaut chanfreiné, et la corniche fait défaut. Le fait que leurs toits en appentis prennent appui contre les murs latéraux des croisillons, et non ceux du chœur, s'explique simplement par une largeur dépassant la profondeur : autrement, les toitures seraient devenues plus hautes.

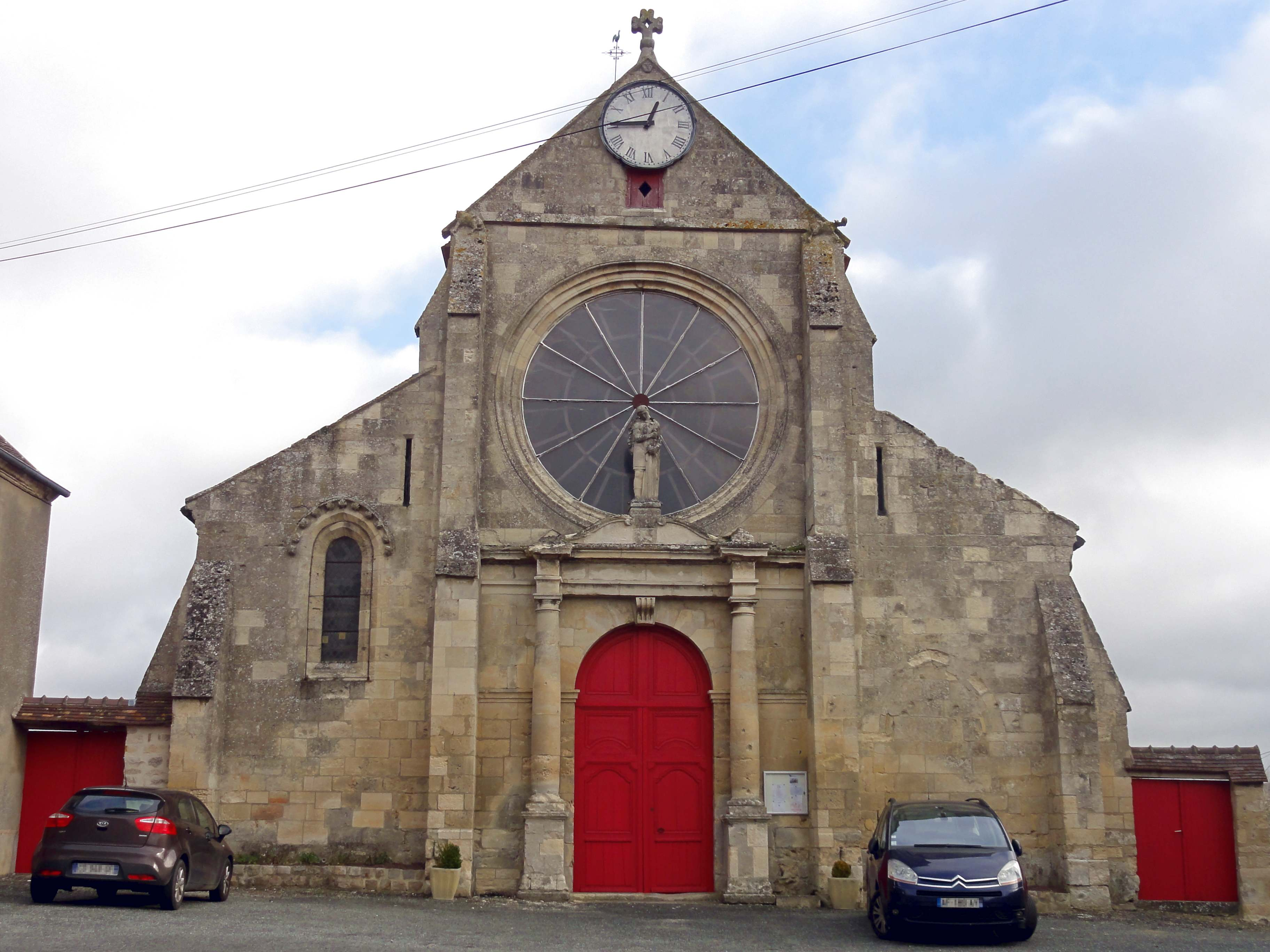
Façade occidentale.
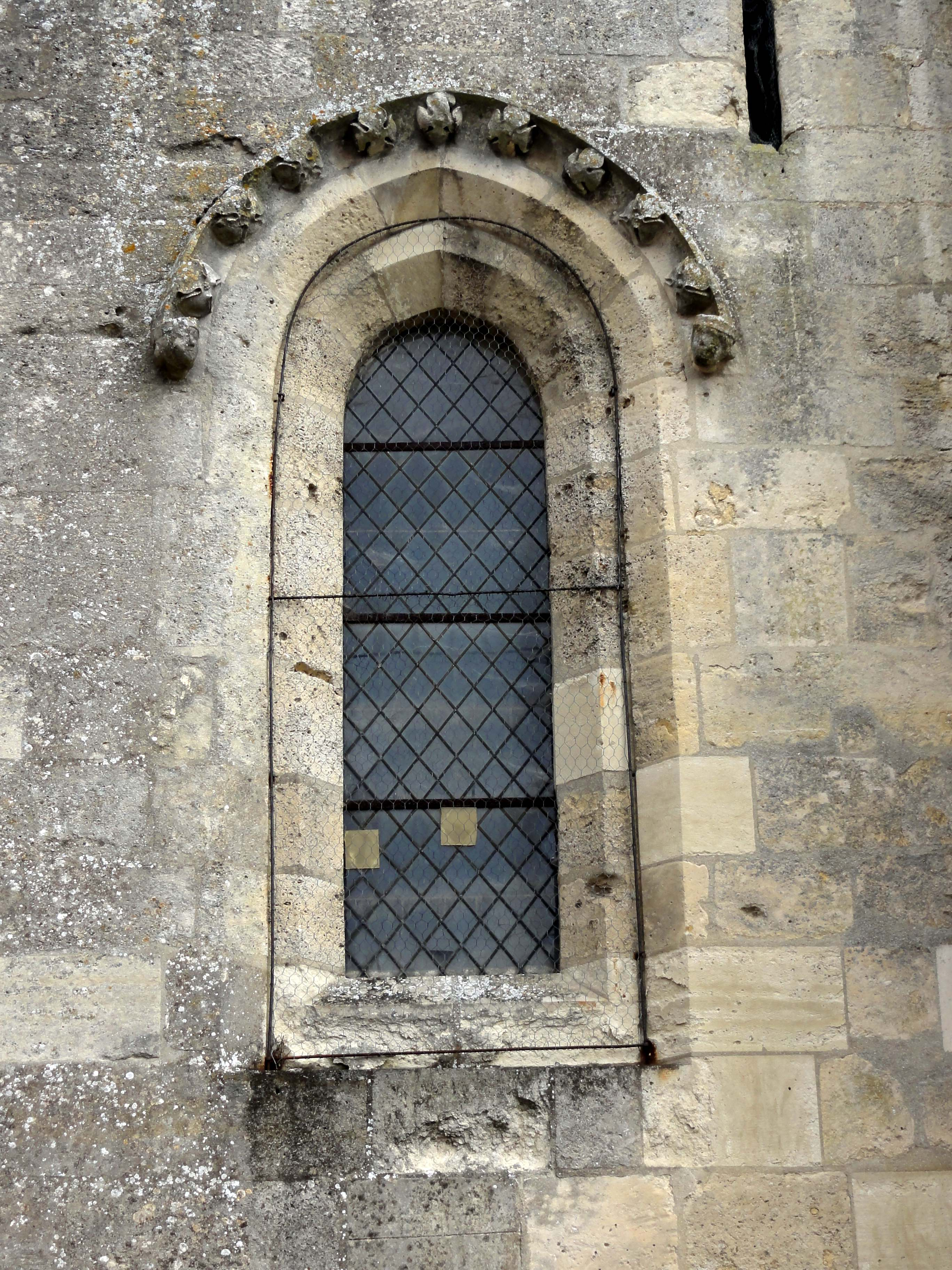
Baie occidentale du bas-côté nord.
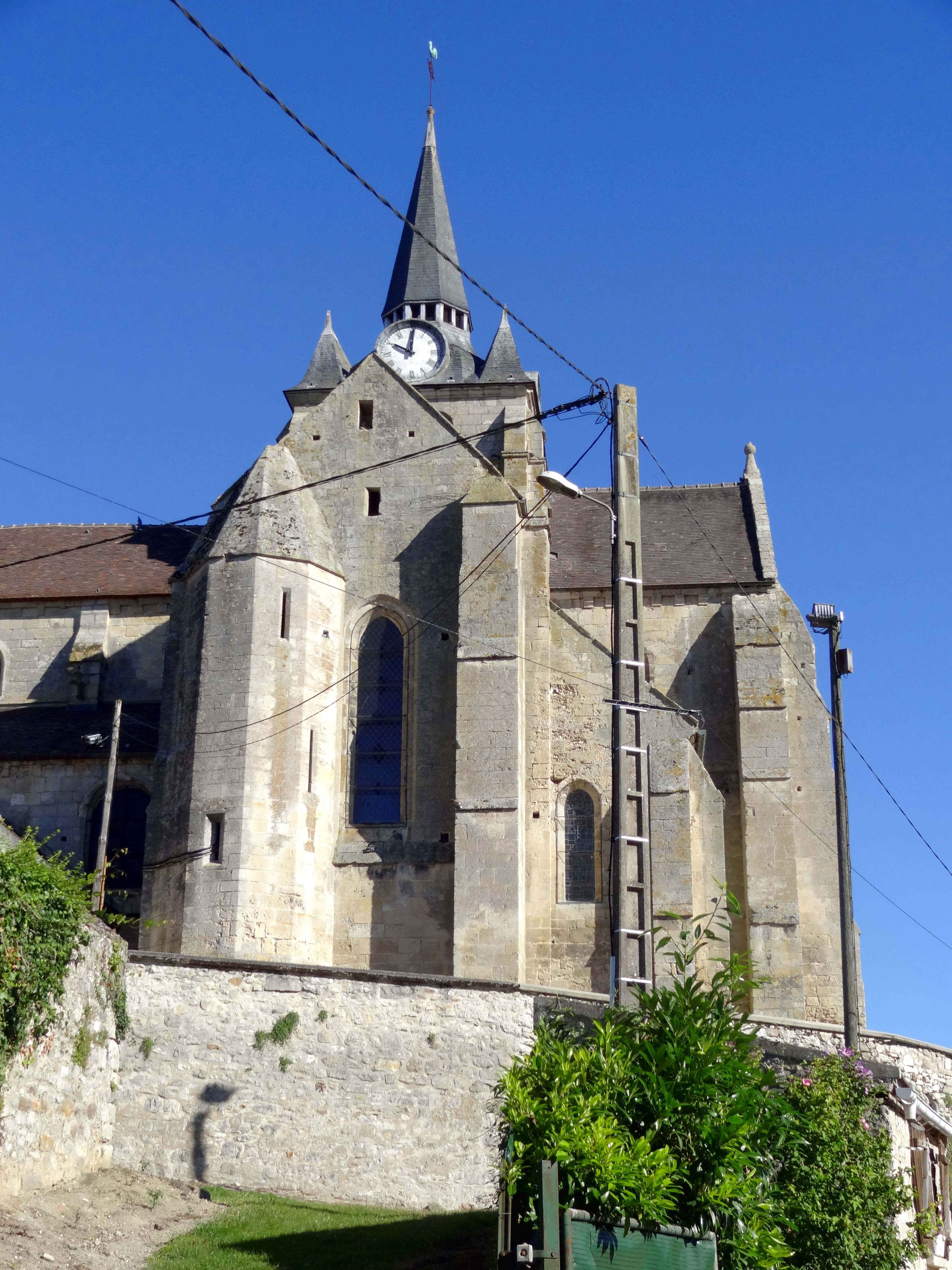
Approche par le sud.
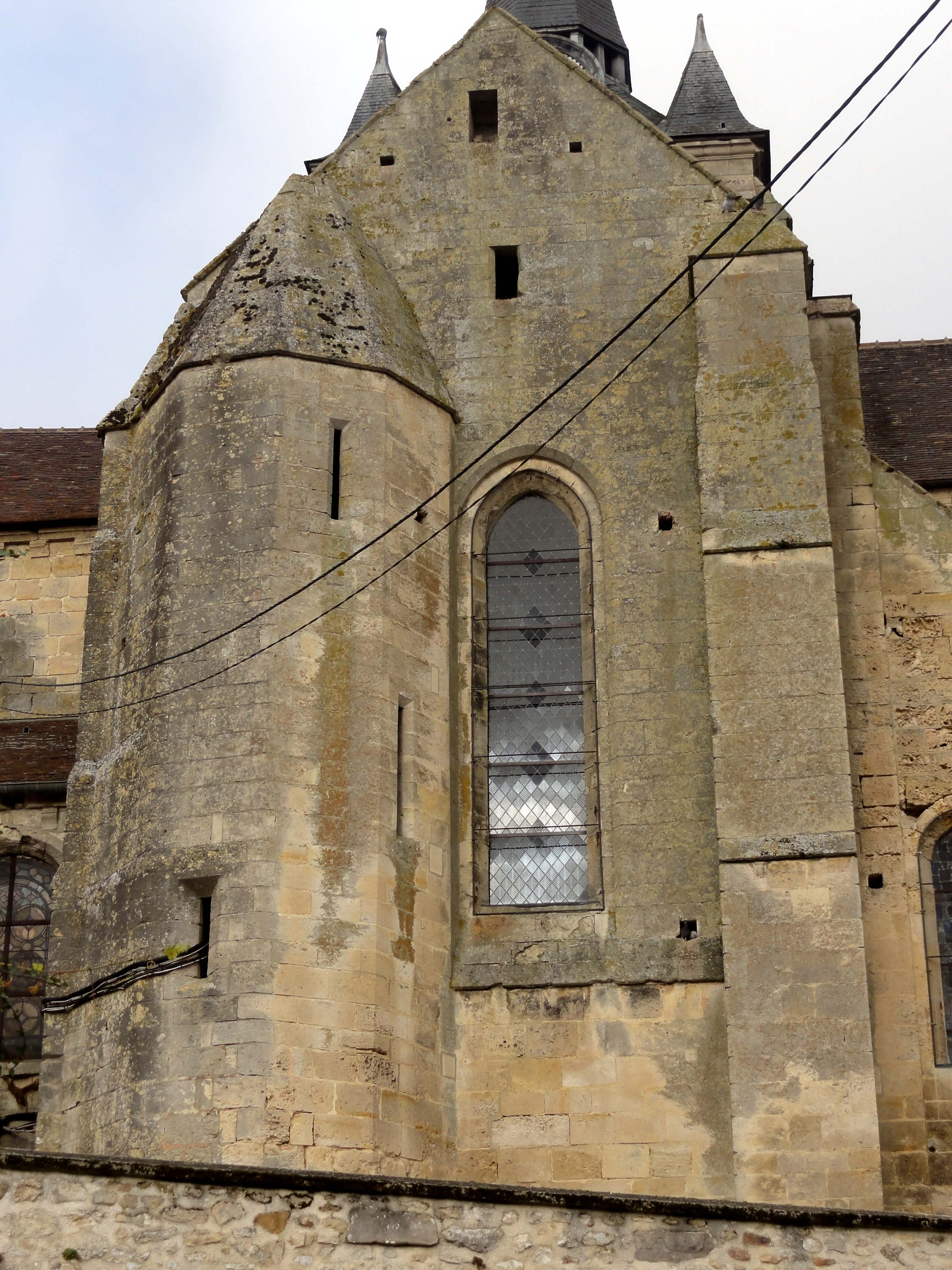
Croisillon sud.
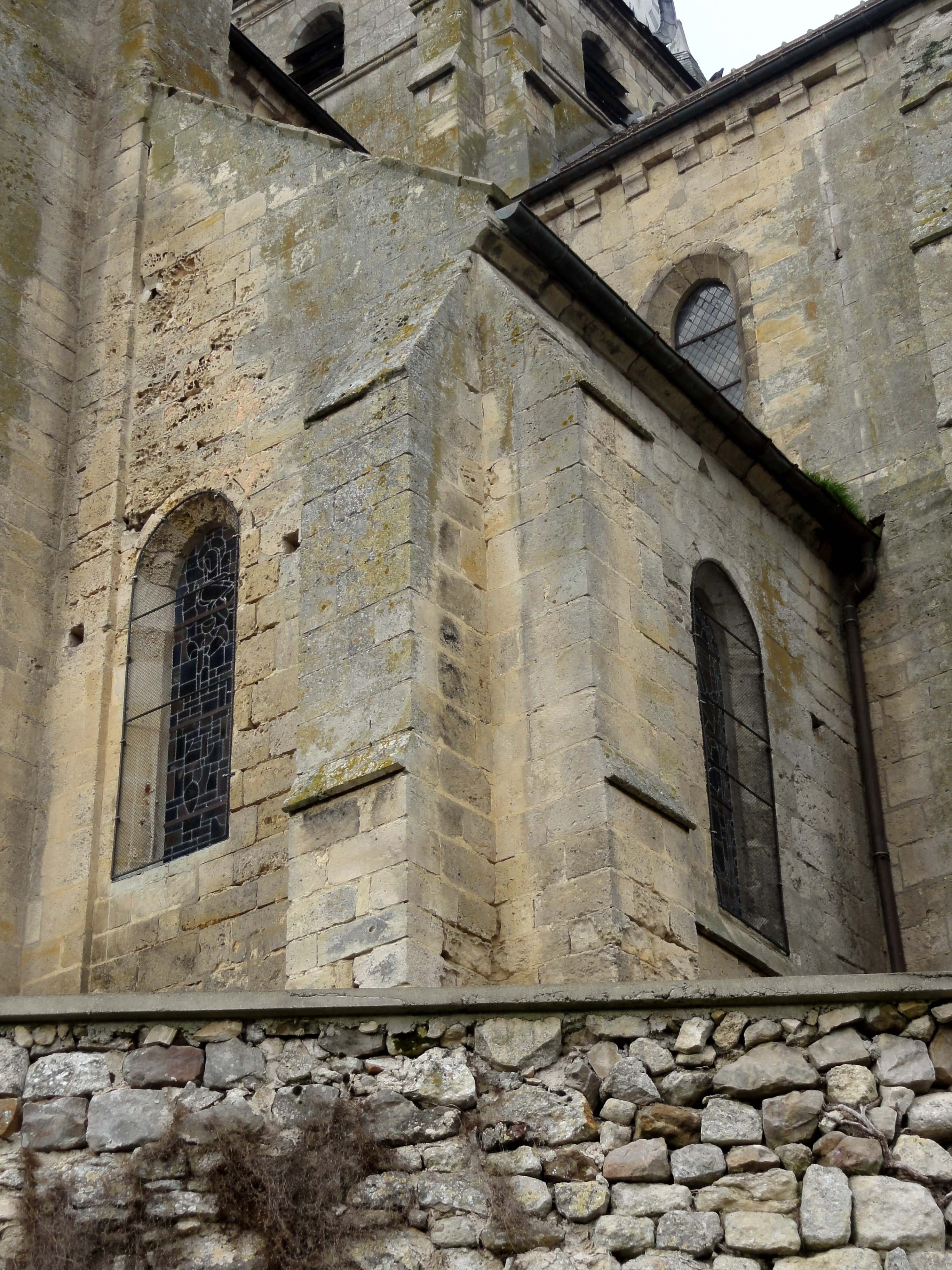
Chapelle sud.
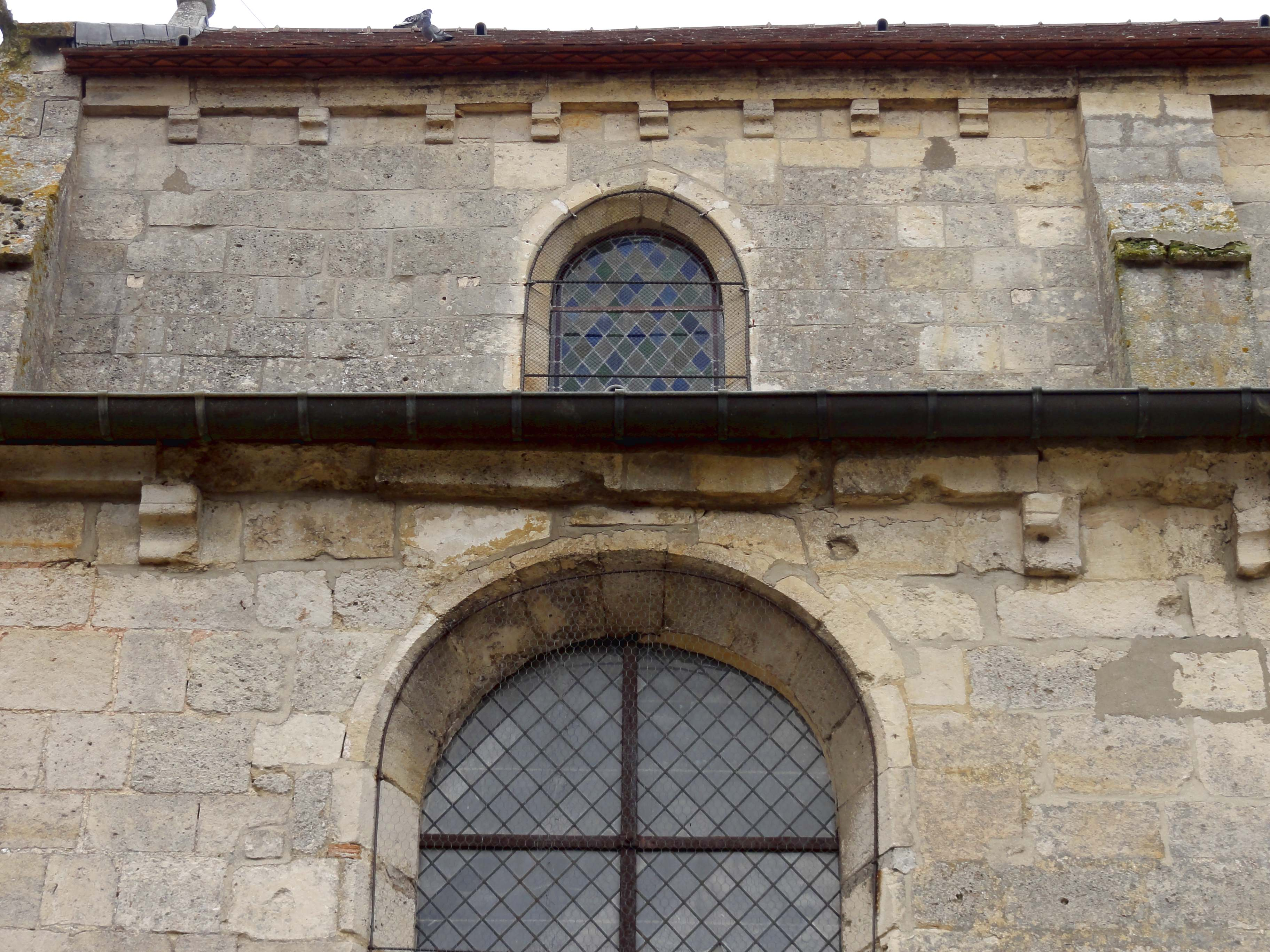
Corniche de la nef et des bas-côtés.

## Mobilier

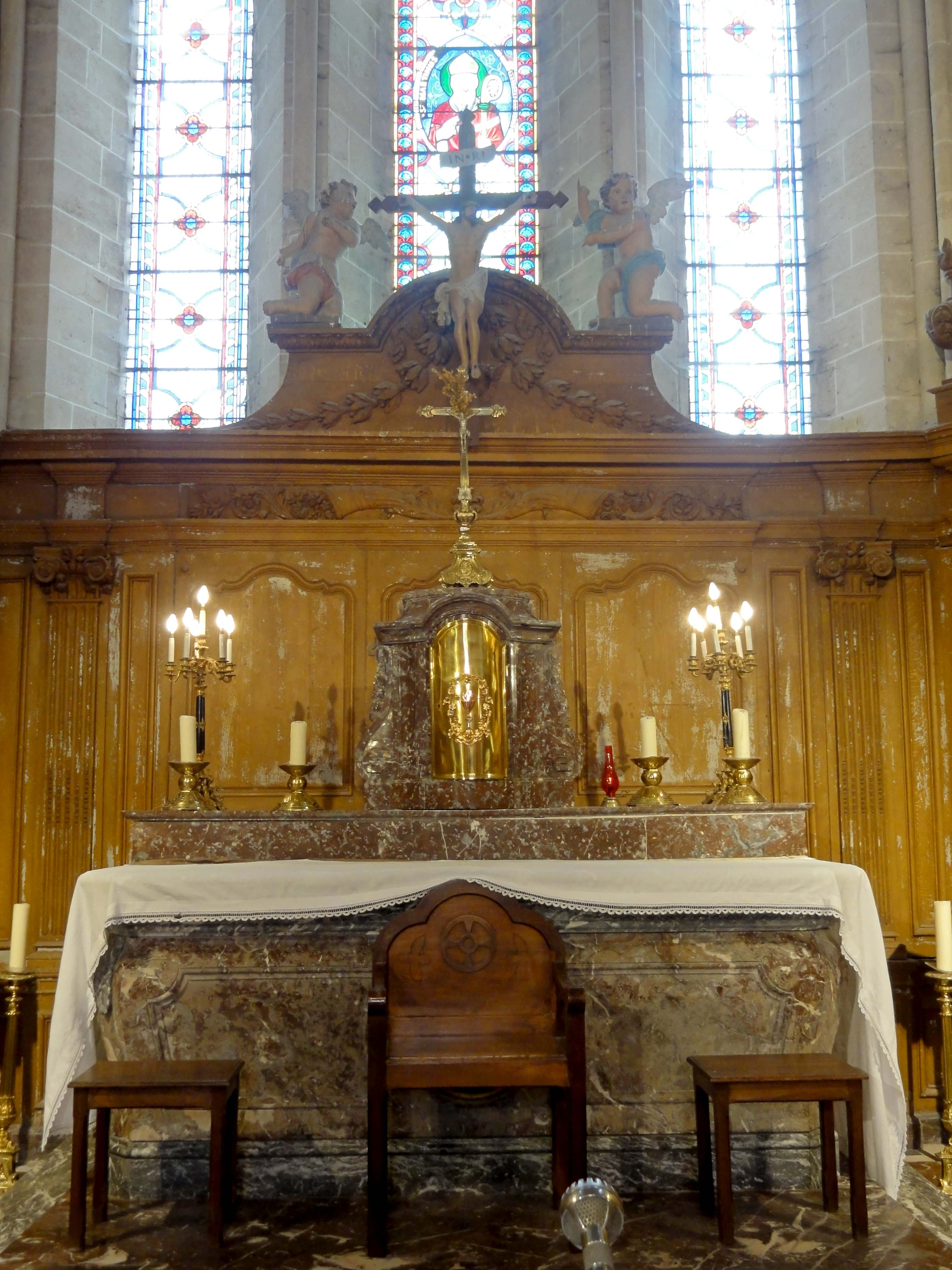
Maître-autel.

Parmi le mobilier de l'église, aucun élément n'est classé ou inscrit monument historique au titre objet. — Malgré la décoration des baies du triplet, l'architecture du chœur reste dans son ensemble assez austère. Cette austérité est largement compensée par les boiseries baroques qui habillent les allèges. Elles sont structurées par des pilastres cannelés ioniques, qui sont au nombre de deux au chevet, et au nombre de trois devant les murs latéraux. En outre, deux pilastres sculptés de chutes de fleurs et placés de biais s'insèrent dans les angles, et quatre pilastres sont placés devant chacun des colonnes des piliers nord-est et sud-est de la croisée du transept. Ces derniers sont reliés entre eux et aux boiseries plaquées devant les murs par des panneaux obliques. Ces dispositifs ont permis de conserver l'ensemble des fûts gothiques, contrairement à de nombreuses autres églises, où l'on n'a pas hésité de supprimer les fûts. L'ensemble des pilastres supportent un entablement, dont seulement la partie devant le chevet est sculptée, en l'occurrence d'un long phylactère entre des frises de rinceaux. Un fronton sculpté de guirlandes et surmonté d'un petit Christ en croix entre deux anges adorateurs sculptés en ronde-bosse, et nettement plus grands que le Christ, est placé au-dessus. Des pots à feu à revers plat trônent au-dessus des six pilastres à chutes de fleurs. Quant aux panneaux délimités par des pilastres, ils s'organisent sur deux registres, dont le premier ne représente que la moitié de la hauteur du second, et correspond aux hauts stylobates des pilastres. Au chevet, l'on trouve trois panneaux à fenestrages. Sur les élévations latérales, l'on trouve d'abord un ovale évoquant un miroir, qui repose sur un socle garni de rinceaux, et est dominé par un long ruban noué de sorte à décrire un double huit, tandis que des chutes de fleurs retombent latéralement. L'autre panneau latérale comporte une porte non dissimulée, qui ne respecte pas la définition des registres qui règne ailleurs, et est sommée d'un socle de la même forme que ceux des ovales, mais sculpté de feuilles d'acanthe. Dans les angles nord-ouest et sud-ouest, l'on trouve de simples panneaux à fenestrages, et de face devant les piliers en regardant depuis la nef, des panneaux sculptés de guirlandes, qui sont à mettre en rapport avec les statues en grandeur naturelle positionnés devant. Elles représentent sainte Marguerite d'Antioche tenant la palme du martyr et accompagnée d'un dragon, et saint Martin en tenue épiscopale, tenant dans une main un livre ouvert. Selon Louis Graves, le maître-autel en marbre aurait été offert en 1765 par Mgr Antoine-René de La Roche de Fontenille, évêque de Meaux, ce qui est probablement une erreur, car celui-ci est décédé le 7 janvier 1759 à Meaux.

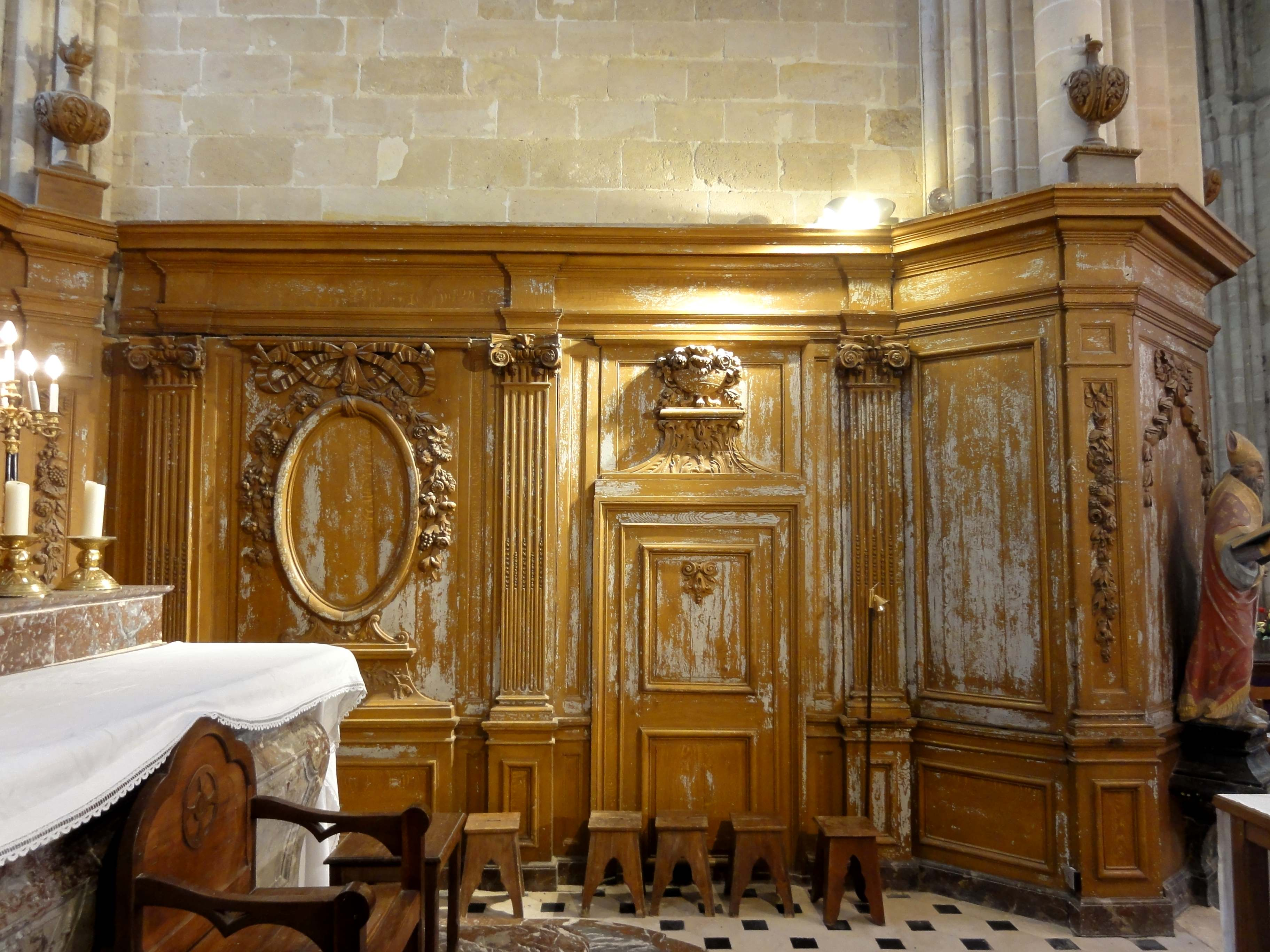
Boiseries du chœur, côté sud.
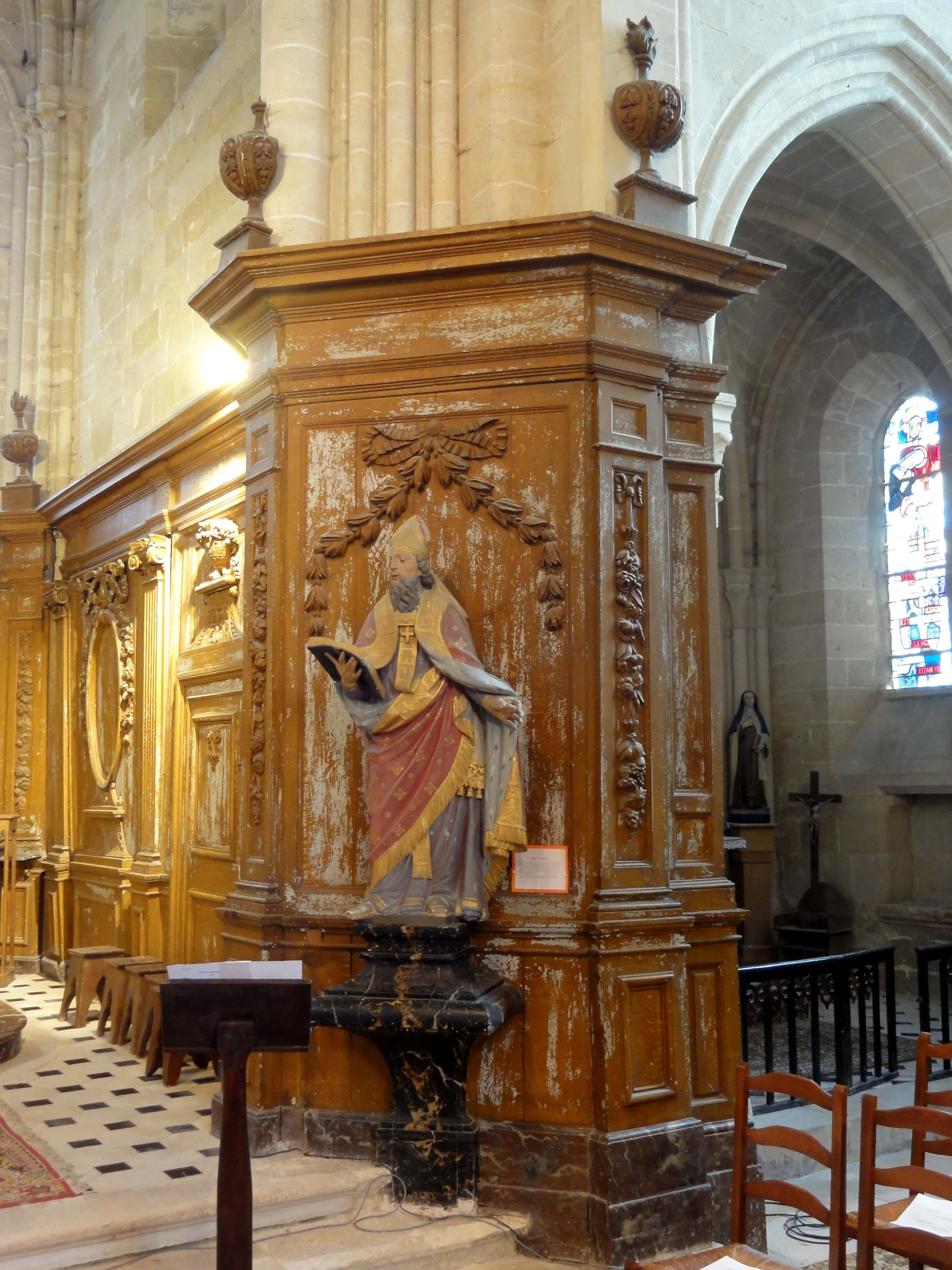
Boiseries devant le pilier sud-est de la croisée ; statue de saint Martin.
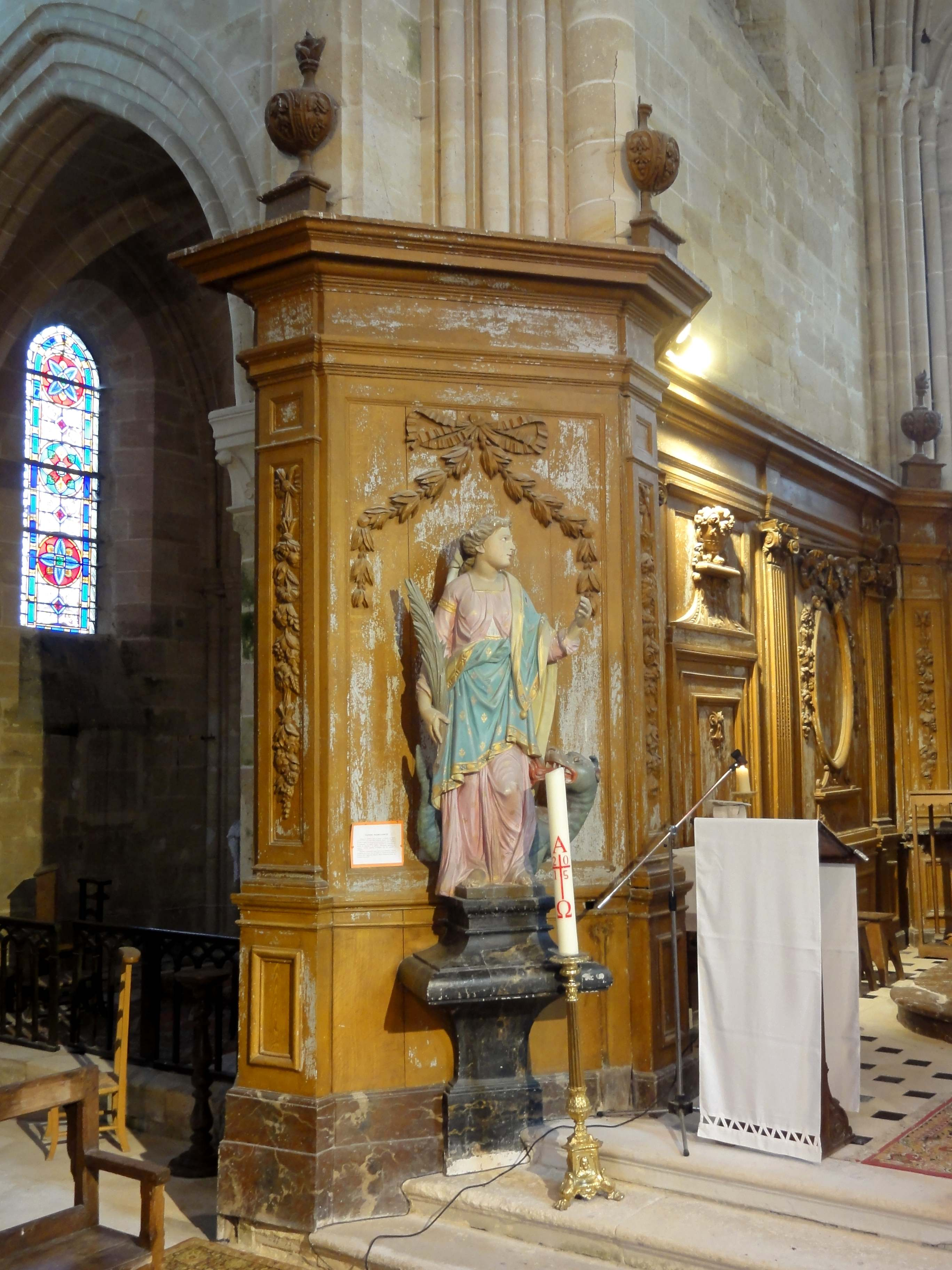
Boiseries devant le pilier nord-est ; statue de sainte Marguerite.
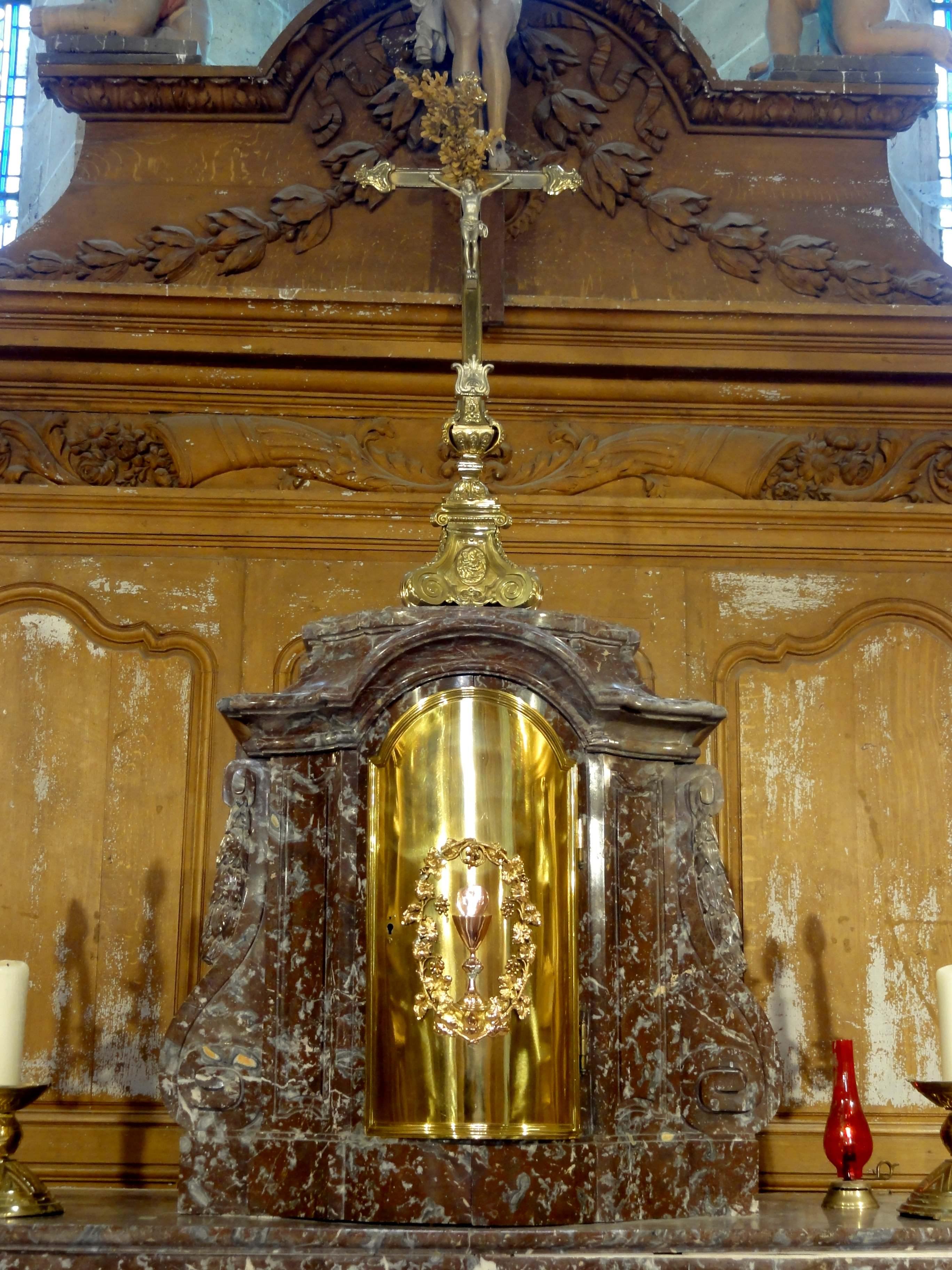
Tabernacle du maître-autel.
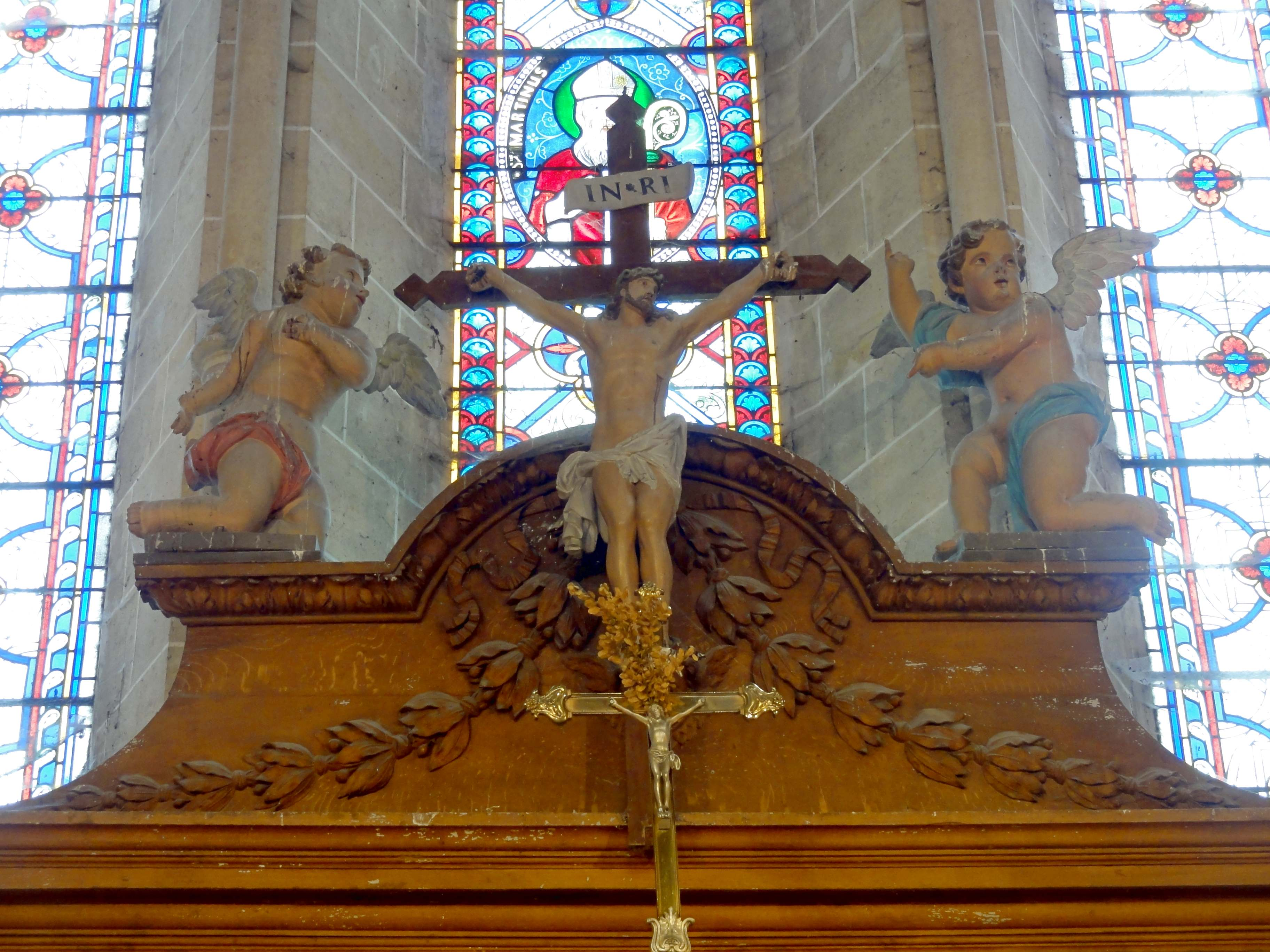
Christ en croix et anges adorateurs devant le chevet.